# Verklista för Hans Werner Henze

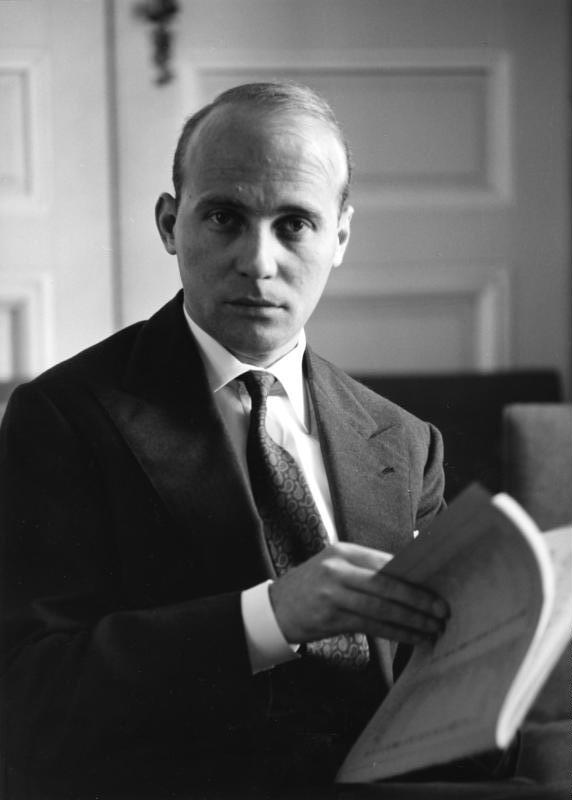
Hans Werner Henze, 1960

Detta är en verklista för den tyske kompositören Hans Werner Henze (1926–2012). Många av verken är publicerade av Schott Music.

## Symfonier
- 1. Sinfonie (1947) för stor orkester. Uruppförd (2 sats) 27 juli 1947 Darmstadt (Dirigent: Hermann Scherchen); (komplett) 26. augusti 1948 Bad Pyrmont (Dirigent: Wolfgang Fortner)

1. Allegretto con grazia – 2. Notturno – 3. Allegro con moto
- Nyversion för kammarorkester (1963; reviderad 1991). Uruppförd 9 april 1964 / 2. oktober 1991 Berlin (Berlinerfilharmonikerna, Dirigent: Hans Werner Henze)
- Version för 15 musiker: Kammerkonzert 05 (2005). Uruppförd 6 juli 2006 München (Opernfestspiele)

- 2. Sinfonie (1949) för stor orkester. Uruppförd 1 december 1949 Stuttgart (Sinfonieorchester des Süddeutschen Rundfunks, Dirigent: Hans Müller-Kray)

1. Lento. Allegro – 2. Allegro molto vivace – 3. Adagio
- 3. Sinfonie (1949/50) för stor orkester. Uruppförd 7 oktober 1951 Donaueschingen (Musiktage; Südwestfunk-Orchester, Dirigent: Hans Rosbaud)

1. Anrufung Apolls – 2. Dithyrambe – 3. Beschwörungstanz
- Balettversion Anrufung Apolls, Uruppförd 28 oktober 1951, Wiesbaden, Kostym: Jean-Pierre Ponelle

- 4. Sinfonie (i en sats; 1955) för stor orkester ("Waldsinfonie": efter Skogsscenen i finalen till 2. akten av operan König Hirsch). Uruppförd 9 oktober 1963 Berlin (Berlinerfilharmonikerna, Dirigent: Hans Werner Henze)
- 5. Sinfonie (1962) för stor orkester. Uruppförd 16 maj 1963 New York (Lincoln Center, Avery Fisher Hall; New York Philharmonic, Dirigent: Leonard Bernstein)

1. Movimentato – 2. Adagio – 3. Moto perpetuo
- Sinfonia N. 6 (1969; Nyversion 1994) för två orkestrar. Uruppförd 26 november 1969 Havanna, Kuba (Orquesta Sinfónica Nacional, Dirigent: Hans Werner Henze)

1. Allegro con moto – 2. Lento – 3. Allegro vivace
- Nyversion (1994). Uruppförd 8 december 1994 München (Münchner Philharmoniker, Dirigent: Ingo Metzmacher)

- Symphonie Nr. 7 (1983/84) för stor orkester. Uruppförd 1 december 1984 Berlin (Berlinerfilharmonikerna, Dirigent: Gianluigi Gelmetti)

1. Tanz – 2. Ruhig bewegt – 3. Unablässig in Bewegung – 4. Ruhig, verhalten
- Sinfonia N. 8 (1992/93) för stor orkester. Uruppförd 1 oktober 1993 Boston (Symphony Hall; Boston Symphony Orchestra; Dirigent: Seiji Ozawa)

1. Allegro – 2. Allegramente con comodo tenerezza e ballabilità – 3. Adagio
- Sinfonia N. 9 (1995–1997): se under Vokalwerke für Chor und Ensemble / Orchester
- Sinfonia N. 10 (1997–2000) för stor orkester. Uruppförd (1 sats; med titeln A Tempest. Rounds for Orchestra) 30 mars 2000 Birmingham (City of Birmingham Symphony Orchestra, Dirigent: Simon Rattle). Uruppförd (komplett) 17 augusti 2002 Luzern (City of Birmingham Symphony Orchestra, Dirigent: Simon Rattle)

1. Ein Sturm – 2. Ein Hymnus – 3. Ein Tanz – 4. Ein Traum

## Konsertanta verk

### för klaverinstrument

#### Piano
- Concertino (1947) för piano och blåsorkester med slagvverk. Uruppförd 5 oktober 1947 Baden-Baden (Carl Seemann [Piano]; Südwestfunk-Orchester, Dirigent: Werner Egk)
- 1. Konzert für Klavier und Orchester (1950). Uruppförd 14 september 1952 Düsseldorf (Noel Mewton-Wood [Klavier]; Städtisches Orchester, Dirigent: Hans Werner Henze)

1. Entrée – 2. Pas de deux – 3. Coda
- Concerto per il Marigny för piano, klarinett, basklarinett, horn, trumpet, trombon, viola och violoncell (1956; förekommer i Requiem [1990–1992]). Uruppförd 1956(?) Paris (Théâtre Marigny; Yvonne Loriod [Piano]; Ensemble du Domaine Musical, Dirigent: Rudolf Albert)
- Jeux de Tritons (1956/57; utökad 1967; förlaga till baletten Undine [1956/57]). Divertissement för piano och orkester. Uruppförd 28 mars 1960 Zürich (Alexander Kaul [Piano]; Radio-Orchester Zürich, Dirigent: Jean-Marie Auberson). Uruppförd (utökad version): 1 april 1967 Berlin (Christoph Eschenbach [Piano]; Berlinerfilharmonikerna, Dirigent: Hans Zender)
- 2. Konzert für Klavier und Orchester (i en sats; 1967). Uruppförd 29 september 1968 Bielefeld (Christoph Eschenbach [Klavier]; Philharmonisches Orchester Bielefeld, Dirigent: Bernhard Conz)
- Tristan (1973; reviderad 1991). Préludes för piano, tonband och orkester. Uruppförd 20 oktober 1974 London (Homero Francesch [Piano]; London Symphony Orchestra, Dirigent: Colin Davis)

1. Prolog – 2. Lamento – 3. Präludium und Variationen – 4. Tristans Wahnsinn – 5. Adagio, Burla I, Burla II, Ricercare I, Burla III, Ricercare II – 6. Epilog
- Präludien till Tristan (2003): se under Kammermusik – Soli für Tasteninstrument

### för stråkar

#### Violin
- Konzertmusik för violine och liten kammarorkester (1943/44). Uruppförd 4 februari 2021 BR-Klassik (Michaela Girardi [Violin], ensemble risonanze erranti, Dirigent: Peter Tilling)
- 1. Konzert für Violine und Orchester (1947). Uruppförd 12 december 1948 Baden-Baden (Heinz Stanske [Violin]; Südwestfunk-Orchester, Dirigent: Ernest Bour)

1. Allegro molto – 2. Vivacissimo – 3. Andante con moto – 4. Allegro molto vivace
- 2. Violinkonzert (1971): se under Vokalwerke für Solostimme(n) und Ensemble / Orchester
- Il Vitalino raddoppiato (1977; efter motiv av Tomaso Antonio Vitali). Ciacona per violino concertante ed orchestra da camera (Chaconne för violin och kammarorkester). Uruppförd 2 augusti 1978 Salzburg (Festspiele; Gidon Kremer [Violin]; ORF-Symphonieorchester, Dirigent: Leif Segerstam)
  - Der verdoppelte Vitalin (1978/2003) för piano och violin: se under Kammermusik – Duos für Streich- und Tasteninstrument
- 3. Violinkonzert (1996; reviderad 2002). Tre porträtt från romanen Doktor Faustus av Thomas Mann. Uruppförd 12 september 1997 Berlin (Konzerthaus, Großer Saal; Michael Erxleben [Violin]; Berliner Sinfonie-Orchester, Dirigent: Michael Schønwandt (* 1953))

1. Esmeralda – 2. Echo – 3. Rudi S.

#### Viola
- Compases para preguntas ensimismadas (Zeitmaße für nach innen gerichtete Fragen; 1969/70). Musik för viola och 22 musiker. Uruppförd 11 februari 1971 Basel (Hirofumi Fukai; Basler Kammerorchester, Dirigent: Paul Sacher)

#### Violoncell
- Ode an den Westwind (1953) för violoncell och orkester (efter dikten av Percy Bysshe Shelley). Uruppförd 30 april 1954 Bielefeld (Ludwig Hoelscher [Violoncell]; Städtisches Orchester Bielefeld, Dirigent: Bernhard Conz)

1. Calmo – 2. Vivo – 3. Tranquillo – 4. Al tempo di una marcia solenne, ma non lento – 5. Grave
- Musik för violoncell och ensemble / Orkester (1977–1992):
  - Konzertstück (1977) för violoncell och liten ensemble (1977; reviderad 1985)
  - Sieben Liebeslieder (1984/85) för violoncell och orkester. Uruppförd 12 december 1986 Köln (Westdeutscher Rundfunk; Heinrich Schiff [Violoncell]; Sinfonieorchester des WDR, Dirigent: David Shallon [1950–2000])
    - Reviderad version (1992): 6 Englische Liebeslieder (Canzoni d’Amore Inglese; utan den ursprungliga Nr. 5, som återfinns i Introduktion, Thema und Variationen [1992]):

1. Ruhig verhalten – 2. § = 72 – 3. Bewegt, heftig, stürmisch – 4. Ernst, getragen – 5. Tango – 6. Sonett
  - Introduktion, Thema und Variationen (1992) för violoncell, harpa och stråkorkester (härstammar från Konzertstück [1977] för violoncell och liten ensemble och den ursprungliga Nr. 5 av Liebeslieder för violoncell och orkester). Uruppförd 25 augusti 1994 Salzburg (Festspiele; Christoph Richter [Violoncell]; Camerata Academica Salzburg, Dirigent: Sándor Végh)

#### Kontrabass
- Concerto per contrabbasso ed orchestra (1966). Uruppförd 2 november 1967 Chicago (Gary Karr [Kontrabas]; Chicago Symphony Orchestra, Dirigent: Jean Martinon)

1. Moderato cantabile – 2. Vivace – 3. Ciaccona

### för blåsare

#### Oboe
- Oboenkonzert (1945; förlorad)

#### Klarinett
- Le Miracle de la Rose. Imaginäres Theater II (1981) för klarinett och 13 musiker. Uruppförd 26 maj 1982 London (Anthony Pay [Klarinett]; London Sinfonietta, Dirigent: Hans Werner Henze)

1. Entrée – 2. Plainte – 3. Rigaudon – 4. Proménade – 5. Loure – 6. Chansons provencales

### för knäppinstrument
- Ode an eine Äolsharfe (1985/86). Musik för konsertgitarr och 15 soloinstrument (efter dikter av Eduard Mörike). Uruppförd 27 augusti 1986 Luzern (David Tanenbaum [Gitarr]; Ensemble Modern, Dirigent: Bernhard Klee (* 1936))

1. An eine Äolsharfe – 2. Frage und Antwort – 3. An Philomene – 4. An Hermann

### för 2 soloinstrument
- Kammerkonzert (1946) för piano, flöjt och stråkar. Uruppförd 27 september 1946 Darmstadt (Kurt Redel [Flöjt], Carl Seemann [Piano]; Orchester des Landestheaters Darmstadt, Dirigent: Fritz Straub)

1. Lebhafte Halbe – 2. Rezitativ und Arie – 3. Sehr lebhaft
- Doppio Concerto (1966) för oboe, harpa och stråkar. Uruppförd 2 december 1966 Zürich (Heinz Holliger [[[Oboe]]], Ursula Holliger [[[Harpa]]]; Collegium Musicum Zürich, Dirigent: Paul Sacher)
- Requiem (1990–1992). 9 andliga konserter för pianosolo, konserttrumpet och stor kammarorkester. Uruppförd (5, 8 & 9 [som 3 geistliche Konzerte]) 26 november 1992 Tokyo (Suntory Hall; Håkan Hardenberger [Trumpet], NHK-Sinfonieorchester, Dirigent: Oliver Knussen). Uruppförd (komplett) 24 februari 1993 Köln (Philharmonie; Ueli Wiget (* 1957) [Piano], Håkan Hardenberger [Trumpet]; Ensemble Modern, Dirigent: Ingo Metzmacher)

1. Introitus – 2. Dies irae – 3. Ave verum corpus – 4. Lux aeterna – 5. Rex tremendae – 6. Agnus dei – 7. Tuba mirum – 8. Lacrimosa – 9. Sanctus
(1–4 för piano och orkester; 5 för trumpet och orkester; 6 för piano och stråkar; 7 för piano och orkester; 8–9 för trumpet och orkester)
- 3 geistliche Konzerte (1994–1996) för trumpet och orgel/Trumpet och piano: se under Kammermusik – Duos für Blas- und Tasteninstrument

## Övrig ensemble-/ orkesterverk
- Sinfonische Variationen (1950) för kammarorkester
- Sinfonische Zwischenspiele (1951) ur operan Boulevard Solitude. Uruppförd 7 juni 1952 Aachen (Niederrheinisches Musikfest)
- Tancredi (1952). Svit från baletten. Uruppförd 15 januari 1953 Hamburg (Orchester des NWDR, Dirigent: Jean Martinon)
- Quattro Poemi (1955) för orkester. Uruppförd 31 maj 1955 Frankfurt am Main (Hessischer Rundfunk; Sinfonie-Orchester des HR, Dirigent: Leopold Stokowski)

1. Elogio – 2. Ecloga – 3. Elegia – 4. Ditirambo
- Sinfonische Etüden (1956) för stor orkester. Uruppförd 14 februari 1956 Hamburg (Orchester des NWDR, Dirigent: Jean Martinon)
  - Nyversion (1964): Drei sinfonische Etüden. Uruppförd 1964 London (Maida Vale Studios; BBC Symphony Orchestra, Dirigent: Hans Werner Henze)

1. Echos – 2. Stimmen – 3. Rufe
- Finale: Vivace assai för orkester (1956; Bidrag till: Divertimento für Mozart. 12 Aspekte der Arie „Ein Mädchen oder Weibchen wünscht Papageno sich“; Samarbete med Gottfried von Einem, Luciano Berio, Heimo Erbse, Peter Racine Fricker, Niels Viggo Bentzon, Roman Haubenstock-Ramati, Giselher Klebe, Gerhard Wimberger, Maurice le Roux, Jacques Wildberger, Maurice Jarre). Uruppförd 21 oktober 1956 Donaueschingen (Musiktage)
- Parerga zum Ballett Maratona (1956):
  - Maratona (1956). Balettsvit för två jazzband och orkester. Uruppförd 8 februari 1957 Köln (Westdeutscher Rundfunk; Sinfonieorchester des WDR, Dirigent: Hans Rosbaud)
  - Scorribanda Sinfonica (sopra la tomba di una Maratona) (Sinfonischer Raubzug, 2000/01; med motiv från Maratona) för orkester. Uruppförd 29 juni 2001 Hamburg (NDR Sinfonieorchester, Dirigent: Peter Ruzicka)
    - Scorribanda Pianistica (2003) för piano: se under Kammermusik – Soli für Tasteninstrument
- Parerga zum Ballett Undine (1956/57):
  - Jeux de Tritons (1956/57; utökad 1967). Divertissement för piano och orkester: se under Konzertante Werke mit solistischem Tasteninstrument
  - Hochzeitsmusik (1957) för symfonisk blåsarensemble
  - Trois Pas de Tritons (1958) för orkester. Uruppförd 10 januari 1959 Rom (Orchestra Sinfonica di Roma della RAI, Dirigent: Sergiu Celibidache)

1. Allegro assai – 2. § = 60 – 3. § = 138
- Undine. Erste Suite (1958) för orkester. Uruppförd 1959 Stuttgart (Sinfonieorchester des Süddeutschen Rundfunks, Dirigent: Hans Müller-Kray)

1. Pas de deux – 2. Pas de Tritons – 3. Pas de Matelots – 4. Pas d’action – 5. Pas de deux
- Undine. Zweite Suite (i en sats; 1958) för orkester. Uruppförd 3 mars 1958 Mannheim (Orchester des Nationaltheaters, Dirigent: Herbert Albert)

- Sonata per archi (för stråkorkester; 1957/58). Uruppförd 21 mars 1958 Zürich (Collegium Musicum Zürich, Dirigent: Paul Sacher)

1. Allegro – 2. 32 Variationen
- Drei Dithyramben för kammarorkester (1958; in memoriam Willy Strecker [1884–1958]). Uruppförd 27 november 1958 Köln (Sinfonieorchester des WDR, Dirigent: Hans Rosbaud)

1. Sonata – 2. Invenzione – 3. Introduzione
- Antifone (1959/60) för 11 solostråkar, blåsare och slagverk. Uruppförd 20 januari 1962 Berlin (Berlinerfilharmonikerna, Dirigent: Herbert von Karajan)
- Los Caprichos (1963). Fantasia för orkester (efter Francisco de Goya). Uruppförd 6 april 1967 Duisburg (Sinfonieorchester des WDR, Dirigent: Christoph von Dohnányi)

1. Nadie se conosce (Keiner kennt sich selbst) – 2. Tal para qual (Gleich und gleich gesellt sich gern) – 3. El sueño de la razón produce monstruos (Der Schlaf der Vernunft gebiert Ungeheuer) – 4. Quién más rendido? (Wer ist mehr ergeben?) – 5. El sí pronuncian y la mano alargan al primero quel llega (Sie sagt ja und reicht ihre Hand dem ersten, der kommt) – 6. De qué mal morirá? (An welcher Krankheit wird er sterben?) – 7. Aquellos pulvos… (Jener Staub…) – 8. No hubo remedio (Es gab keinen Ausweg) – 9. Linda maestra! (Schöne Herrin!)
- Zwischenspiele (1964) ur operan Der junge Lord för orkester. Uruppförd 12 oktober 1965 Berlin (Berlinerfilharmonikerna, Dirigent: Hans Werner Henze)

1. Allegro – 2. Con spirito – 3. Largo – 4. Vivace
- Parerga zur Oper Die Bassariden (1964/65):
  - Mänadentanz (1965) för stor orkester. Uruppförd 23 april 1971 Bielefeld (Philharmonisches Orchester der Stadt Bielefeld, Dirigent: Bernhard Conz)
  - Adagio, Fuge und Mänadentanz (2004) för stor orkester. Uruppförd 4 september 2005 Hamburg (NDR Sinfonieorchester, Dirigent: Leitung: Christoph von Dohnányi)
- In memoriam: Die Weiße Rose (1965). Dubbelfuga för 12 instrument. Uruppförd 16 mars 1965 Bologna (Teatro Comunale; Rassegna della Resistenza Europea; Mitglieder des Orchestra Comunale di Bologna, Dirigent: Bruno Maderna)
- Fantasia für Streicher (1966) ur musiken till filmen Der junge Törless av Volker Schlöndorff. Uruppförd 1 april 1967 Berlin (Berlinerfilharmonikerna, Dirigent: Hans Zender)

1. Adagio – 2. Tempo eines Trauermarsches – 3. Espressivo – 4. Allegro – 5. Air – 6. Vivace – 7. Epilog
- Nybearbetning (1984/85): Kleine Elegien för gamla instrument. Uruppförd 13 december 1986 Köln (Westdeutscher Rundfunk; Taverner Players, Dirigent: Andrew Parrott)

- Heliogabalus Imperator (1971/72; reviderad 1986). Allegoria per musica (för stor orkester). Uruppförd 16 november 1972 Chicago (Chicago Symphony Orchestra, Dirigent: Georg Solti). Uruppförd (reviderad version) 28 juni 1989 Rom (Villa Massimo; Orchestra Sinfonica di Roma della RAI, Dirigent: Eberhard Kloke)
- Katharina Blum (1975). Konsertsvit för liten orkester (efter musiken till filmen Die verlorene Ehre der Katharina Blum). Uruppförd 6 maj 1976 Brighton Festival (Brighton Festival Players, Dirigent: Hans Werner Henze)

1. Der vergiftete Strom – 2. Die Liebenden – 3. Klage – 4. Erinnerungen – 5. Große Fuge (Stoßzeit) – 6. Angst – 7. Der vergiftete Strom
- Ragtimes & Habaneras (1975). Sinfonia för bleckblåsare. Uruppförd 13 september 1975 London (Royal Albert Hall)
- Aria de la folia española. Version för kammarorkester (1977). Uruppförd 17 september 1977 St. Paul (Minnesota) (St. Paul Chamber Orchestra, Dirigent: Dennis Russell Davies)
  - Version för orkester (1977). Uruppförd 23 april 1979 Bournemouth (Bournemouth Symphony Orchestra, Dirigent: Hans Werner Henze)
  - Bearbetning av Roderick Watkins (* 1964) för 4 saxofoner, fyrhändigt piano och slagverk (1999)
- Barcarola för stor orkester (1979; in memoriam Paul Dessau). Uruppförd 22 april 1980 Zürich (Tonhalle-Orchester, Dirigent: Gerd Albrecht)
- Parerga till dansdramat Orpheus:
  - Apollo trionfante (1979). Musik för blåsare, knäppinstrument, slagverk och kontrabas. Uruppförd 1 september 1980 Gelsenkirchen (Städtisches Orchester, Dirigent: Uwe Mund)
  - Arien des Orpheus (1979) för gitarr, harpa, cembalo och stråkar. Uruppförd 16 november 1980 Gelsenkirchen (Städtisches Orchester, Dirigent: Uwe Mund)

1. Orpheus’ erste Arie – 2. Klagelied. Orpheus’ zweite Arie – 3. Danza generale – 4. Orpheus’ dritte Arie
- Version för stor stråkbesättning (1981). Uruppförd 25 november 1981 Chicago (Chicago Symphony Orchestra, Dirigent: Hans Werner Henze)

- Dramatische Szenen ur Orpheus (1979) för stor orkester:

- Suite I: Uruppförd 12 september 1982 Frankfurt (Frankfurter Museumsorchester, Dirigent: Michael Gielen)
- Suite II: Uruppförd 6 januari 1981 Zürich (Tonhalle-Orchester, Dirigent: Hans Werner Henze)

1. Klage – 2. Gesang – 3. Rückkehr des Orpheus mit Eurydike; Eurydikes Tod – 4. Orpheus’ Wahn – 5. Apotheose
- Spielmusiken ur barnoperan Pollicino (1979/80) för amatörorkester i skilda besättningar
- 2 Deutschlandsberger Mohrentänze (1984/85) för 4 blockflöjter, gitarr, slagverk, stråkkvartett och stråkorkester. Uruppförd 14 oktober 1984 / 19 oktober 1985 Deutschlandsberg, Steiermark (Orchester der Städtischen Musikschule, Dirigent: Hans Werner Henze)
- Fandango (1985; reviderad 1992) sopra un basso del Padre Soler. Uruppförd 5 februari 1986 Paris (Orchestre de Paris, Dirigent: Daniel Barenboim). Uruppförd (reviderad version): 30 november 1995 Prag (Tschechische Philharmonie, Dirigent: Gerd Albrecht)
- Cinque piccoli concerti e ritornelli (1987) för orkester. Uruppförd 24 januari 1988 London (London Sinfonietta, Dirigent: Simon Rattle)

1. Per due Corni – 2. Per la Tromba – 3. Per il Trombone – 4. Per l’Heckelphon, il Clarinetto contrabbasso ed il Contrabbasso – 5. Per il Violino
- Tanz- und Salonmusik ur mimdramat Der Idiot (1952/1989). Uruppförd 5 juni 1989 Bristol (Bath Festival; Ensemble Modern, Dirigent: Ingo Metzmacher)
- La selva incantata (Der verwunschene Wald; 1953/1991; Parergon till operan König Hirsch). Aria och rondo för orkester. Uruppförd 6 april 1991 Frankfurt am Main (Nyöppning av Oper Frankfurt; Frankfurter Museumsorchester, Dirigent: Hans Drewanz)
- Appassionatamente (1993/94). Fantasi över Das verratene Meer för stor orkester. Uruppförd 25 mars 1995 Wien (Musikverein, Großer Saal; Wiener Philharmoniker, Dirigent: Christoph von Dohnányi)
  - Appassionatamente plus (2003) för stor orkester. Uruppförd 19 december 2003 Amsterdam (Concertgebouw; Concertgebouw-Orchester, Dirigent: Gerd Albrecht)
- Seconda sonata per archi (1995). Uruppförd 7 november 1996 Leipzig (Gewandhausorchester Leipzig, Dirigent: Kurt Masur)

1. Andante, molto sostenuto – 2. Allegretto, leggero – 3. Adagio
- Voie lactée ô soeur lumineuse (1994). "Abendmusik für einen alten Freund". Toccata för 19 instrumentalister. Uruppförd 7 maj 1996 Basel (Ensemble der IGNM Basel, Dirigent: Jürg Henneberger)
- Notturno. Eine Serenade (1995; för Klaus Rainer Schöll) för blåsinstrument, kontrabas och piano. Uruppförd 22 september 2001 Koblenz (Musikdagar; Blåsarsolister från Deutschen Kammerphilharmonie Bremen, Matthias Beltinger [Kontrabas], Peter Caelen [Piano])
- Pulcinellas Erzählungen (1996) ur baletten Le disperazioni del Signor Pulcinella för kammarorkester
- Parerga till baletten Le fils de l’air (Der Sohn der Luft; 1995/96):
  - Leçons de danse (1995/96) för 2 pianon (eller piano och harpa) och slagverk: se under Kammermusik – Trios für gemischte Besetzung
  - Erlkönig (1996). Orkesterfantasi över Goethes dikt och Schuberts Opus 1. Uruppförd 31 januari 1997 Paris (Orchestre Philharmonique de Radio France, Dirigent: Marek Janowski)
  - Zigeunerweisen und Sarabanden (1996–1998) för orkester. Uruppförd 16 januari 1998 Köln (Philharmonie; WDR Sinfonieorchester Köln, Dirigent: Markus Stenz)

1. Ballade – 2. Grande Sarabande Bohémienne – 3. Abschied
- Sieben Boleros (1998) för stor orkester. Uruppförd 2 februari 2000 Las Palmas (Festival de Musica de Canarias; Yomiuri-Nippon-Sinfonieorchester, Dirigent: Gerd Albrecht)

1. La irascible – 2. La alabanza – 3. La expectación – 4. El pavo real – 5. La soberbia – 6. Dolor – 7. El gran paso de la Reina Arábica
- Fraternité (1999). Air pour l’orchestre. Uruppförd 11 november 1999 New York (Avery Fisher Hall; New Yorker Philharmoniker, Dirigent: Kurt Masur)
- Parerga till operan L'Upupa und der Triumph der Sohnesliebe (2000–2003):
  - L'heure bleue. Sérénade (Die blaue Stunde; 2001) för kammarorkester (16 musiker). Uruppförd 13 september 2001 Frankfurt am Main (Alte Oper; Ensemble Modern, Dirigent: Oliver Knussen)
  - Fünf Botschaften für die Königin von Saba (2004) för stor orkester. Uruppförd 3 februari 2005 Paris (Orchestre National de France, Dirigent: Kurt Masur)
- Triplo concerto barocco (2003) för kammarorkester (fritt efter novellen Concierto Barocco av Alejo Carpentier, filmen Montezuma av José Montes-Baquer och operan Motezuma av Antonio Vivaldi). Uruppförd 9 augusti 2004 Berlin (Konzerthaus; Joven Orquesta Sinfónica del Principado de Asturias, Dirigent: Arturo Tamayo)

1. [auskomponiertes Stimmen der Instrumente] – 2. Allegro vivace – 3. Tarantella
- Sebastian im Traum (2004) för stor orkester (efter dikten med samma namn av Georg Trakl). Uruppförd 22 december 2005 Amsterdam (Concertgebouw-Orchester, Dirigent: Mariss Jansons)
- Ouvertüre zu einem Theater (2012) för stor orkester (till 100-åriga Deutschen Oper). Uruppförd 20 oktober 2012 Berlin (Orchester der Deutschen Oper, Dirigent: Donald Runnicles)

Besättning: 3(+Picc+AFl).3(+EH).3(+BKlar).3(+KFg) – 4.4.3.1 – Pk.Sz(3) – harpa – piano – stråkar

### Bearbetningar
- Telemanniana (i en sats; 1967; efter Pariser Quartett e-moll [1736] för flöjt, violin, violoncell och basso continuo av Georg Philipp Telemann) för stor orkester. Uruppförd 4 april 1967 Berlin (Berlinerfilharmonikerna; Dirigent: Gerd Albrecht)
- I sentimenti di Carl Philipp Emanuel Bach (1982). Trascrizione per flauto, arpa e archi dalla Clavier-Fantasie [1787] con accompagnamente di un violino. Uruppförd 14 april 1982 Rom (Teatro Olimpico; Mario Ancilotti [Flöjt], Claudia Antonelli [Harpa]; Accademia Filarmonica Romana, Gruppo strumentale Musica d’Oggi, Dirigent: Angelo Faja)
- Die Abenteuer des Don Chisciotte (1990). Svit efter operan med samma namn av Giovanni Paisiello och Giovanni Battista Lorenzi. Version för symfonisk blåsorkester: Norbert Studnitzky. Uruppförd 14 oktober 1990 Deutschlandsberg (Musikverein Stadtkapelle, Dirigent: Franz Maurer)

1. Morgenritt (Sinfonia) – 2. Der tragische Held – 3. Kampf mit den Schafhirten – 4. Sancho Pansas Gastmahl – 5. Dulcinea – 6. Ritornell – 7. Kampf mit den Windmühlenflügeln
- Drei Mozartsche Orgelsonaten (Kyrkosonater C-Dur KV 336c, Ess-Dur KV 67 och C-Dur KV 328). Bearbetning för 14 musiker (1991). Uruppförd 19 september 1991 Frankfurt am Main (Alte Oper, Mozartsaal; Scharoun Ensemble Berlin, Dirigent: Oliver Knussen)
- Drei Orchesterstücke (1995) ur pianomusik av Karl Amadeus Hartmann (Sonat 27 April 1945). Uruppförd 5 juli 1996 München (Symphonieorchester des Bayerischen Rundfunks, Dirigent: Lorin Maazel)

1. Pietà – 2. Trauermarsch – 3. Reveille

## Kammarmusik

### Soli

#### för klaverinstrument
- Sechs Sonaten (1945; förlorad)
- Drei Klavierstücke (1946; förlorad)
- Klaviersonate (1947; för Wladimir Horbowski; förlorad)
- Sonatine (1947) för piano
- Sechs Klavierstücke (1947)
- Variationen (1948) för piano. Uruppförd 17 juni 1949 Frankfurt am Main (Hessischer Rundfunk; Alexander Kaul)
- Fünf Klavierstücke G-Dur (1950; förlorad)
- Klaviersonate (1951; för Brigitte Bermann-Fischer [1905–1991])
- Sonata per il pianoforte (1959). Uruppförd 26 september 1959 Berlin (Klaus Billing)

1. Molto movimentato – 2. Cantabile, con tenerezza – 3. Vivace
- Six Absences pour le Clavecin (för cembalo; 1961). Uruppförd 7 november 1963 Mainz (Funkhaus am Deutschhausplatz; Kurt-Heinz Stolze)

1. Molto mesto e lento – 2. Andante cantabile – 3. Pesante, molto mosso – 4. Andantino – 5. Lento – 6. Allegramente – Agrèment de la Sixième Absence
- Lucy Escott Variations (1963) för cembalo (över arian Come a me sereno ur La sonnambula [1831] av Vincenzo Bellini). Uruppförd 21 mars 1965 Berlin (Klaus Billing)
  - Version för piano av Klaus Billing. Uruppförd 21 mars 1965 Berlin (Klaus Billing)
- Euridice (1978, reviderad 1981 och 1992). Framenti per il clavicembalo dal balletto L'Orfeo. Uruppförd 2 oktober 1986 New York (Merkin Concert Hall; Judith Norell [Cembalo])

Con calma e grazia – Sarabanda – Gran lamento – Colori splendenti
- Toccata senza Fuga (1979) ur Orpheus för orgel. Uruppförd 21 maj 1979 Stuttgart (Anton Zapf)
- Sechs Stücke für junge Pianisten (1980; Parergon till barnoperan Pollicino [1979]). Uruppförd 13 oktober 1982 Stuttgart (András Hamary (* 1950))

1. Ballade – 2. Allegro con grazia – 3. Der Menschenfresser. Allegro barbaro – 4. Menschenfressers Traum. Moderato cantabile – 5. Allegro mostruoso – 6. Margaretenwalzer
- Cherubino (1980/81). 3 miniatyrer för piano. Uruppförd 23 augusti 1981 Berlin (Deutsche Oper; Homero Francesch)
- Une petite phrase (1984) från filmen Un amour de Swann. Bearbetning för piano
- La mano sinistra. Piece for Leon (1987; för Leon Fleisher; över motiv från Das verratene Meer) för piano (vänster hand)
- Piece for Peter (1988; för Peter Serkin) för piano
- Clavierstück (1989)
- Das Haus Ibach (1991) för piano
- Pulcinella disperato. Fantasia (1991/92) för piano. Scener ut balettkomedin Le disperazioni di Pulcinella. Uruppförd 8 maj 1994 München (4. Münchener Biennale; Moritz Eggert)
- Für Reinhold (1994) för piano
- Toccata mistica (1994) för piano. Uruppförd 13 november 1994 Köln (Philharmonie; Homero Francesch)
- Olly on the Shore (2001; för Oliver Knussen) för piano
- Präludien till Tristan (2003) för piano. Uruppförd 6 augusti 2003 Salzburg (Mozarteum; Siegfried Mauser)
- Scorribanda Pianistica (2003). Version för piano av Martin Zehn

#### för stråkinstrument
- Serenade (1949) för violoncell (ur den förlorade musiken till Mycket väsen för ingenting av William Shakespeare – se under Schauspielmusik). Uruppförd 1950 (Landessender Beromünster; Albert Loerkens)
  - Bearbetning för kontrabas av Lucas Drew
  - Bearbeitning för viola (2003) av Garth Knox

1. Adagio rubato – 2. Un poco allegretto – 3. Pastorale – 4. Andante con moto, rubato – 5. Vivace – 6. Tango – 7. Allegro marziale – 8. Allegretto – 9. Menuett
- Capriccio (1976) för violoncell (Bidrag till: 12 Hommages à Paul Sacher pour violoncelle; Samarbete med Conrad Beck, Wolfgang Fortner, Witold Lutosławski, Benjamin Britten, Henri Dutilleux, Alberto Ginastera, Klaus Huber, Pierre Boulez, Luciano Berio, Cristóbal Halffter och Heinz Holliger)
  - Reviderad version (1981). Uruppförd 24 september 1983 Linz (Brucknerfest; Heinrich Schiff)
- Sonata (1976/77; reviderad 1992) för violin. Uruppförd 10 augusti 1977 Montepulciano (2° Cantiere Internazionale d’Arte; Jenny Abel)

1.  Tirsi – 2. Mopso – 3. Aristeo
- S. Biagio 9 Agosto ore 12.07 (1977). Ricordo per un contrabbasso solo
- Ländler (1977) för violin
- Étude philharmonique (1979) för violin
- Epitaph för violoncell (1979; till minne av Paul Dessau)
- Serenade för violin (1986). Uruppförd 1 juni 1986 Bad Godesberg (Adelina Oprean)
- Für Manfred (1989) för violinsolo (till minne av Manfred Gräter [1928–1989])
- An Brenton (1993). Lied för viola (till Brenton Langbein)

#### för blåsinstrument
- Sonatina (1974) för trumpet

1. Toccata – 2. Canzona – 3. Segnali
- Version för trombone av Martin Harvey

#### för knäppinstrument
- Drei Tentos för gitarr ur Kammermusik 1958. Bearbeitning: Julian Bream

1. Tranquillamente – 2. Allegro rubato – 3. Leggero e scorrevole
- Memorias de El Cimarrón (1970) för gitarr. Fri bearbetning av Leo Brouwer
- Royal Winter Music (I/II) för gitarr:
  - Erste Sonate über Gestalten von Shakespeare (1975). Uruppförd 20 september 1976 Berlin (Festwochen; Julian Bream)

Gloucester – Romeo and Juliet – Ariel – Ophelia – Touchstone, Audrey and William – Oberon
- Zweite Sonate über Gestalten von Shakespeare (1979). Uruppförd 25 november 1980 Bryssel (Goethe-Institut / Belgischer Rundfunk; Reinbert Evers)

Sir Andrew Aguecheek – Bottom’s Dream – Mad Lady Macbeth
- Drei Märchenbilder (1980) för gitarr (Parergon till barnoperan Pollicino [1979]). Uruppförd 2 augusti 1980 Montepulciano (Reinbert Evers)
  - Bearbetning för 2 gitarrer (1997) av Jürgen Ruck: se under Duos för knäppinstrument
- Minette (1992). Fem melodier för cittra (Parergon till operan Den engelska katten [1980–1983; reviderad 1990])

1. Con comodo e con grazia – 2. Aria – 3. Andante cantabile – 4. Allegretto melancolico – 5. Chanson d’Adieu, Moderato assai, Lamento

#### för slagverk
- Five Scenes from the Snow Country (1978) för marimba. Uruppförd 12 oktober 1982 Stuttgart (Süddeutscher Rundfunk; Peter Sadlo)

1. Misteriously, tempo of a funeral march – 2. Very fast – 3. Very slowly, extremly quiet, whispering – 4. Allegretto (with grace, no rush) – 5. Andante cantabile

### Duos

#### för stråk- och klaverinstrument
- Sonate (1946) för violine och piano

1. Prélude – 2. Nocturne – 3. Intermezzo – 4. Finale
- Sonata per Viola e Pianoforte (i en sats; 1979). Uruppförd 20 april 1980 Witten (Wittener Tage für neue Kammermusik; Garth Knox [Viola], Jan Latham-Koenig [Piano])
- Sonatina (1979) för violin och piano (Parergon till barnoperan Pollicino [1979]). Uruppförd 2 december 1980 London (Queen Elizabeth Hall; Jenny Abel [Violin], Roberto Szidon [Piano])

1. Allegretto – 2. Moderato assai – 3. Passacaglia
- Fünf Nachtstücke (1990) för violin och piano. Uruppförd 16 maj 1990 London (Royal Academy of Music; Peter Sheppard [Violin], Aaron Shorr [Piano])

1. Elegie – 2. Capriccio – 3. Erstes Hirtenlied – 4. Zweites Hirtenlied – 5. Ode
- Der verdoppelte Vitalin (1978/2003). Variationer för violin och piano (över motiv av Tomaso Antonio Vitali). Uruppförd 16 augusti 2003 Salzburg (Mozarteum; Benjamin Schmid [Violin], Ariane Haering [Piano])
- Englische Balladen und Sonette (2003) för piano och violoncell. Uruppförd 16 augusti 2003 Salzburg (Mozarteum; Lucas Fels [Violoncell], Siegfried Mauser [Piano])

1. Ruhig, verhalten – 2. Viertel = 72 – 3. Bewegt, heftig, stürmisch – 4. Ernst, getragen – 5. Tango – 6. Sonett

#### för blås- och klaverinstrument
- Sonatine (1947) för flöjt och piano. Uruppförd 1947 Darmstadt-Kranichstein (Kurt Redel [Flöjt], Carl Seemann [Piano])

1. Moderato – 2. Allegro molto vivace – 3. Andantino – 4. Presto
- 3 geistliche Konzerte (1994/96) för trumpete och orgel/ Trumpet och piano. Moritz Eggert

1. Rex tremendae – 2. Lacrimosa – 3. Sanctus

#### för knäpp- och klaverinstrument
- Eine kleine Hausmusik (1986) för gitarr och hammarklaver

#### för klaverinstrument
- Divertimenti (1964). Mellanspel ur operan Der junge Lord för 2 pianon. Uruppförd 30 november 1964 New York (Joseph Rollino und Paul Sheftel)

1. Allegro – 2. Con spirito – 3. Largo – 4. Vivace
- Nocturnal Serenade (Serenata notturna; Parergon till operan Die englische Katze [1980–1983; reviderad 1990]). Bearbetning för 2 pianon av Martin Zehn (1993)
- Serenata notturna (1996) för 2 pianon

#### för stråkinstrument
- Allegra e Boris (1987). Bröllopsmusik för violin och viola

#### för knäppinstrument
- Drei Märchenbilder (1980; Parergon till barnoperan Pollicino [1979]). Bearbetning för 2 gitarrer (1997) av Jürgen Ruck
- Minette (1998). Canti e rimpianti amorosi för 2 gitarrer (Parergon till operan Die englische Katze [1980–1983; reviderad 1990])

1. Canzona felina e campagnola – 2. Aria lunare – 3. Il cuore spezzato – 4. Pianto delle due sorelle – 5. Minuetto di Minette – 6. Chanson d’Adieu – 7. La morte amorosa dell’eroina

### Trios

#### Pianotrios
- Kammersonate (1948; revidierad 1963) för pianotrio. Uruppförd 16 mars 1950 Köln (Wolfram Gehring [Piano], Rolf Müller [Violin], Heinrich Plümacher [Violoncell])

1. Allegro assai – 2. Dolce, con tenerezza – 3. Lento
- Adagio adagio (1993). Serenad för pianotrio. Uruppförd 18 mars 1993 Langen (Schloss Wolfsgarten; Yehudi Menuhin [Violin], Leonid Gorokhov [Violoncell], Simon Mulligan [Piano])

#### Stråktrio
- Trio i tre satser (1998) för violin, viola och violoncell. Uruppförd 12 maj 1999 Schwetzingen (Festspiele; Deutsches Streichtrio)

1. Allegrettino – 2. Adagio – 3. Ländler

#### Trios för blandad besättning
- Trio (Divertimento?) (1945; förlorad) för oboe, viola och violoncell
- Carillon, Récitatif, Masque (1974). Trio för mandolin, gitarr och harpa. Uruppförd 2 februari 1977 London (Hugo d’Alton [Mandolin], Roland Harker [Gitarr], Una O’Donovan [Harpa])
- Selbst- und Zwiegespräche (1984/85). Trio för viola, gitarr och liten orgel (eller andra klaverinstrument; varje del är också spelbar som solo, även duo-kombinationer  [Viol/gitarr, Viola/orgel, Gitarr/orgel]). Uruppförd 29 september 1985 Brühl (Olivier Kauffmann [Viol], Carry Greisch [Gitarr], Pierre Nimax [Orgel])
- Leçons de danse (1995/96) för 2 pianon (eller piano och harpa) och slagverk (Parergon till baletten Le fils de l’air [Der Sohn der Luft; 1995/96]). Uruppförd 25 maj 1997 Schwetzingen (Festspiele)

Tango – Tempo di Minuetto – Foxtrott – Finale

### Kvartetter

#### Stråkkvartetter
- 1. Streichquartett (1947). Uruppförd 1947 Heidelberg (Freund-Quartett)

1. Allegro molto – 2. Andantino – 3. Lento, ma non troppo – 4. Presto
- 2. Streichquartett (1952). Uruppförd 16 december 1952 Baden-Baden (Südwestfunk; Parrenin-Quartett)

1. MM = 70 – 2. MM = 69 – 3. MM = 152
- 3. Streichquartett (i en sats; 1975/76). Uruppförd 12 september 1976 Berlin (Festwochen; Concord Quartet)
- 4. Streichquartett (1976). Uruppförd 25 maj 1977 Schwetzingen (Festspiele; Concord Quartet)

Molto agitato – Adagio. William Byrd Pavana – Allegretto moderato – Rondo improvvisato
- 5. Streichquartett (1976). Uruppförd 25 maj 1977 Schwetzingen (Festspiele; Concord Quartet)

1. MM = 72 – 2. Atemlos, wild – 3. MM = Herzschlag – 4. Still, entlegen – 5. Echos, Erinnerungen, ganz von fern – 6. Morgenlied

#### Kvartett för blandad besättning
- Kleines Quartett (1945) för oboe, violin, viola och violoncell
- Ein kleines Potpourri (2000) ur Boulevard Solitude för flöjt, vibrafon, harpa och piano. Uruppförd 22 oktober 2000 Hannover (Expo 2000, Deutscher Pavillon; Ensemble TrioLog: Burkhard Jäckle [Flöjt], Stefan Blum [Vibrafon], Silvia Christine Fuchs [Harpa], Jan Philip Schulze [Piano])

1. Berceuse, Gavotte und Galopp – 2. Manon Lescaut schreibt einen Brief – 3. Perpetuum mobile

### Kvintetter

#### Pianokvintett
- Quintetto (1990/91) för piano och stråkkvartett. Uruppförd 25 mars 1993 Berkeley (Peter Serkin [Piano], Guarneri String Quartet)

1. Con ferocia – 2. Adagio – 3. Litania

#### Träblåsarkvintett
- Bläserquintett (1952; för flöjt, oboe, klarinett, horn och fagott). Uruppförd 15 februari 1953 Radio Bremen (Bläservereinigung der Bremer Philharmoniker)

1. Introduktion – 2. Thema – 3. Variation – 4. Sehr ruhig – 5. Rasch, heiter – 6. Galopp
- L'autunno (1977). Musik för 5 blåsinstrumentalister. Uruppförd 28 februari 1979 London (Wigmore Hall); Koenig Ensemble, Dirigent: Jan Latham-Koenig (* 1953)

Besättning: flöjt (även piccola- och altflöjt), oboe (även Oboe d’amore), klarinett (även Ess-klarinett och basklarinett), valthorn (ad lib. även Wagnertuba), fagott (även kontrafagott)
1. Moderato – 2. Allegretto – 3. Allegramente – Malincolia – 4. Vivace – 5. Quia respexit humilitatem ancillae suae

#### Bleckblåsarkvintett
- Fragmente aus einer Show (1971; ur Der langwierige Weg in die Wohnung der Natascha Ungeheuer). Besatt för bleckkvintett. Uruppförd oktober 1971 (Philip Jones Brass Ensemble American Tour)
- Variation (1981) för bleckkvintett

#### Kvintett för blandad besättning
- Amicizia! (1976). Kvintett för klarinett, trombon, violoncell, slagverk och piano. Uruppförd 6 augusti 1976 Montepulciano (1° Cantiere Internazionale d’Arte; Instrumentalensemble Hinz und Kunst)
- Neue Volkslieder und Hirtengesänge (1996; fritt efter musikteaterstycket Ödipus der Tyrann [1983]) för fagott, gitarr och stråktrio. Uruppförd 15 december 1997 Berlin (Berlinerfilharmonikerna, Kammermusiksaal; Scharoun-Ensemble)

1. Pastorale – 2. Morgenlied – 3. Ballade – 4. Tanz – 5. Rezitativ – 6. Abendlied – 7. Ausklang

### Sextett

#### för stråkinstrument
- Der junge Törless (1966). Fantasia för stråksextett (3 violiner, 2 viola och violoncell; efter musiken till filmen Der junge Törless av Volker Schlöndorff). Uruppförd 22 juni 1968 Minterne, Dorchester (Langbein-Ensemble)

1. Adagio – 2. Allegro marcato – 3. Air – 4. Vivace – 5. Epilogo
- Utökad version för stråkorkester: se under Övrig ensemble- / orkesterverk

- Adagio (1992) för stråksextett till Peter Hanser-Strecker)
- Trauer-Ode (1997; till Margaret Geddes). En sextett för violoncelli. Uruppförd 19 oktober 1997 Kronberg im Taunus (Stadthalle; Teilnehmer der Internationalen Kammermusik-Akademie Kronberg, Leitung: Mstislaw Rostropowitsch)

#### för slagverksinstrument
- Minotauros Blues (1996). Konsertmusik för 6 slagverkare. Uruppförd 16 januari 1998 Köln (Philharmonie; Mitglieder des WDR Sinfonieorchesters Köln, Dirigent: Markus Stenz)

#### för blandad besättning
- Sonate für sechs Spieler (1983; efter filmmusiken till L'amour à mort av Alain Resnais). Uruppförd 26 september 1984 London (The Fires of London, Dirigent: John Carewe)

### Septett
- Canzona (1982) för 7 instrument. Uruppförd 6 juni 1982 Stuttgart (Staatstheater; Dirigent: Dennis Russel Davies)

### Oktett
- Concerto per il Marigny (1956) för piano och 7 instrument: se under Konsertverk med klaverinstrument
- Quattro Fantasie (1963; Oktettsats ur Kammermusik 1958 och Adagio 1963) för klarinett, fagott, horn, 2 violiner, viola, violoncell och kontrabas

1. Prefazione – 2. Sonata – 3. Cadenza – 4. Adagio (Epilogo)
- Sonata per otto ottoni (för 8 bleckblåsare; 1983). Uruppförd 17 september 1983 Berlin (Festwochen; Blechbläserensemble der Berliner Philharmoniker)

1. Largo – 2. Allegramente – 3. Rondino I – 4. Grave – 5. Rondino II

## Vokalverk

### för solostämma och ett instrument

#### Sångstämma och piano
- Whispers from Heavenly Death (1948; reviderad 1999). Kantat för hög sångstämma (Sopran eller tenor) och piano. Text: Walt Whitman, till tyska av Georg Goyert. Uruppförd 14 juni 1950 Stuttgart (Tage der Zeitgenössischen Musik; Sybille Ursula Fuchs [sopran]; Frank Zubal [piano])

1. Wagst du es jetzt, o Seele – 2. Keine Karte dort, kein Führer – 3. Ich kenne es nicht, o Seele – 4. Erst wenn die Bande sich lösen – 5. Dann brechen wir auf
- Chanson Pflastersteine (1950) för sopran och piano. Text: ?
- Ariosi (1963). Version för sopran och fyrhändigt piano. Texte: Torquato Tasso

1. Qual rugiada – 2. Compianto – 3. Maraviglioso fior del vostro mare – 4. Estro – 5. Deh, vieni, morte soave
- Version för sopran, violin och orkester: se under Vokalverk för solostämmor och ensemble/orkester

- Three Auden Songs (1983) för tenor och piano. Text: Wystan Hugh Auden. Uruppförd 15 juni 1983 Aldeburgh (Aldeburgh Festival; Neil Mackie [Tenor], Jan Latham-Koenig [piano])

1. In memoriam L. K. A. (1950–1952) ("At peace under this mandarin, sleep") – 2. Rimbaud ("The nights, the railway-arches, the bad sky") – 3. Lay your sleeping head, my love
- Heimlich zur Nacht (1994) för sopran och piano. Text: Else Lasker-Schüler. Uruppförd 28 maj 1994 Berlin-Lankwitz (Siemensvilla; Gundula Hintz [Sopran], Axel Bauni [piano]; Konsert till intendanten för Berliner Festspiele, Ulrich Eckhardts 60-årsdag)
- Nocturnal Serenade (ur Die Englische Katze). Bearbetning för sopran och piano (1996) av Martin Zehn
- Sechs Gesänge aus dem Arabischen (1997/98) för tenor och piano. Text: Hans Werner Henze. Uruppförd 23 november Köln (Philharmonie; Ian Bostridge [Tenor], Julius Drake [Piano])

1. Selim und der Wind – 2. Die Gottesanbeterin – 3. Ein Sonnenaufgang – 4. Cäsarion – 5. Fatumas Klage – 6. Das Paradies

#### Sångstämma och gitarr
- Drei Fragmente nach Hölderlin (1958) för tenor och gitarr

1. In lieblicher Bläue – 2. Möcht ich ein Komet sein? – 3. Wenn einer in den Spiegel siehet
- Chilelied ("Dieser chilenische Sommer war süß"; 1974) för stämma och gitarr. Text: Rudi Bergmann (* 1950). Uruppförd 31 maj 1974 Essen (Grugahalle; Minneskonsert för Víctor Jara, tillika solidaritetshandling för motståndet i Chile; Dieter Süverkrüp [Stämma och gitarr])

#### Sångstämma och diverse instrument
- Heilige Nacht (1993). En julsång för mellanstämmor och blockflöjt (eller flöjt eller oboe, eller violin). Text: Hans-Ulrich Treichel

#### Stämma (från band) och slagverk
- Prison Song (1971) för en slagverkare och tonband. Text: Ho Chi Minh. Lätt förändrat i Voices (1973): se under Vokalverk för solostämmor och ensemble / orkester

### för solostämmor och 2–5 instrument
- Sechs Lieder (1945) för hög sångstämma, flöjt, oboe, klarinett, horn och fagott. Text: ?
- Being Beauteous (1963). Kantat för koloratursopran, harpa och 4 violoncelli. Text: Arthur Rimbaud (ur Les Illuminations [1872/73]). Uruppförd 12 april 1964 Berlin (Ingeborg Hallstein [Sopran]; Eberhard Finke, Wolfgang Boettcher, Peter Steiner, Heinrich Majowski [Violoncelli], Fritz Helmis [harpa], Dirigent: Hans Werner Henze)
- El Cimarrón (1969/70). Autobiografi av den frigivna slaven Estéban Montejo. Recital för baryton, en flöjtist, en gitarrist och en slagverkare (respektive med olika instrument). Libretto: Hans Magnus Enzensberger (efter boken Biografía de un cimarrón [1966] av Miguel Barnet). Uruppförd 22 juni 1970 Aldeburgh, Suffolk (Aldeburgh Festival; William Pearson [Baryton], Karlheinz Zöller [Flöjt], Leo Brouwer [Gitarr], Stomu Yamashta [Slagverk])

1. Die Welt – 2. Der Cimarrón – 3. Die Sklaverei – 4. Die Flucht – 5. Der Wald – 6. Die Geister – 7. Die falsche Freiheit – 8. Die Frauen – 9. Die Maschinen – 10. Die Pfarrer – 11. Der Aufstand – 12. Die Schlacht von Mal Tiempo – 13. Der schlechte Sieg – 14. Die Freundlichkeit – 15. Das Messer
- Memorias de "El Cimarrón" (1970) för gitarr. Bearbetning av Leo Brouwer: se under Kammarmusik – Soli för knäppinstrument

- Hommage à Kurt Weill (1975). 2 Lieder för sångstämma, trumpet och piano. Text: Ralf Thenior

1. Heb doch die Stimme an – 2. Kindermund
- Von Krebs zu Krebs (1981) för sopran, flöjt och piano. Text: ?

### för solostämmor och ensemble/orkester
- Der Vorwurf (1948). Konsertaria för baryton, trumpet, trombon och stråkorkester. Text: Franz Werfel
- Whispers from Heavenly Death (1948; reviderad 1999). Kantat för hög sångstämma (sopran eller tenor) och 8 instrumentalister. Text: Walt Whitman, till tyska av Georg Goyert. Uruppförd 1950 Frankfurt am Main (Hessischer Rundfunk; Orchestermitglieder des Hessischen Rundfunks, Dirigent: Winfried Zillig)

1. Wagst du es jetzt, o Seele – 2. Keine Karte dort, kein Führer – 3. Ich kenne es nicht, o Seele – 4. Erst wenn die Bande sich lösen – 5. Dann brechen wir auf
- Wiegenlied der Mutter Gottes (1948) för en barnröst eller enstämmig gosskör och 9 soloinstrument. Text: Lope de Vega, till tyska av Artur Altschul. Uruppförd 27 juni 1954 Duisburg (Niederrheinisches Musikfest; Agnes Giebel [Sopran]; Dirigent: Georg Ludwig Jochum)
- Apollo et Hyazinthus (1948/49). Improvisationer för cembalo, altstämma och 8 soloinstrument. Text: Georg Trakl, Im Park
- Fünf Neapolitanische Lieder (Cinque canzoni napoletane; Canzoni „e copp“ ’o tammurro [Lieder zur Trommel]; 1956) för baryton och kammarorkester. Text: anonym (1600-talet). Uruppförd 26 maj 1956 Frankfurt am Main (Hessischer Rundfunk; Dietrich Fischer-Dieskau, Sinfonie-Orchester des Hessischen Rundfunks, Dirigent: Otto Matzerath)
- Nachtstücke und Arien (1957) för sopran och stor orkester. Text: Ingeborg Bachmann. Uruppförd 20 oktober 1957 Donaueschingen (Donaueschinger Musiktage; Gloria Davy [Sopran]; Südwestfunk-Orchester, Dirigent: Hans Rosbaud)

1. Nachtstück I – 2. Aria I: Wohin wir uns wenden im Gewitter der Rosen – 3. Nachtstück II – 4. Aria II: Mit schlaftrunkenen Vögeln – 5. Nachtstück III
- Kammermusik 1958 för tenor, gitarr och 8 soloinstrument. Text: Friedrich Hölderlin, Hymn In lieblicher Bläue. Uruppförd 26 november 1958 Hamburg (Norddeutscher Rundfunk; Peter Pears [Tenor], Julian Bream [Gitarr]; Orchestermitglieder des Norddeutschen Rundfunks, Dirigent: Hans Werner Henze)

1. Prefazione – 2. In lieblicher Bläue – 3. Tento I: Du schönes Bächlein – 4. Innen aus Verschiedenem entsteht – 5. Tento II: Es findet das Aug’ oft – 6. Gibt es auf Erden ein Maß – 7. Sonata – 8. Möcht ich ein Komet sein? – 9. Cadenza – 10. Wenn einer in den Spiegel siehet – 11. Tento III: Sohn Laios’ – 12. Wie Bäche reißet das Ende von etwas mich dahin – 13. Adagio (Epilogo)
- Drei Fragmente nach Hölderlin (1958) för tenor och gitarr: se under Vokalverk för solostämma och 1 instrument

1. In lieblicher Bläue – 2. Möcht ich ein Komet sein? – 3. Wenn einer in den Spiegel siehet
- Drei Tentos för gitarr (1963): se under Kammarmusik – Soli för knäppinstrument
- Quattro Fantasie (1963): se under Kammarmusik – Oktett

- Drei Arien (1960; reviderad 1993) ur operan Elegie für junge Liebende för baryton och liten orkester. Text: Wystan Hugh Auden och Chester Kallman. Tysk version: Ludwig Landgraf, Werner Schachteli och Hans Werner Henze

1. Von allen Dichtern unserer Zeit – 2. O Titania – 3. Bah, dieses Pack
- Ariosi (1963) för sopran, violin och orkester. Text: Torquato Tasso. Uruppförd 23 augusti 1964 Edinburgh (Edinburgh Festival; Irmgard Seefried [Sopran], Wolfgang Schneiderhan [Violin]; London Symphony Orchestra, Dirigent: Colin Davis)

1. Qual rugiada – 2. Compianto – 3. Maraviglioso fior del vostro mare – 4. Estro – 5. Deh, vieni, morte soave
- Version för sopran och fyrhändigt piano: se under Vokalverk för solostämma och 1 instrument
- Bearbetningar av Nr 2:
  - för stråksextett (1966, till filmen Un amour de Swann): se under Filmmusik och Kammarmusik – Sextett
  - för stråkorkester (1966): se under Övrig ensemble- / orkesterverk
  - för piano (1984): se under Kammarmusik – Soli för klaverinstrument

- Ein Landarzt (1964). Monodram för baryton och liten orkester. Text: Franz Kafka. Uruppförd 13 oktober 1965 Berlin (Dietrich Fischer-Dieskau; Berlinerfilharmonikerna, Dirigent: Hans Werner Henze)
- Versuch über Schweine (1968) för Sprechgesang (Baryton) och orkester. Text: Gaston Salvatore. Uruppförd 14 februari 1969 London (Roy Hart [Baryton]; English Chamber Orchestra, Dirigent: Hans Werner Henze)
- 2. Violinkonzert (i en sats; 1971; reviderad 1991) för violin, tonband, basbaryton och 33 instrumentalister. Text: Hans Magnus Enzensberger, Hommage à Gödel. Uruppförd 2 november 1972 Basel (Brenton Langbein [Violin], Kurt Widmer [Basbaryton]; Basler Kammerorchester, Dirigent: Paul Sacher)
- Voices – Stimmen (1973). En samling av sånger för mezzosopran, tenor och instrumentalgrupper (15 musiker). Uruppförd 4 januari 1974 London (Queen Elizabeth Hall; Rose Taylor [Mezzosopran], Paul Sperry [Tenor]; London Sinfonietta, Dirigent: Hans Werner Henze)

1. Los poetas cubanos ya no suenan. Text: Heberto Padilla (1932–2000) – 2. Prison Song. Text: Ho Chi Minh – 3. Keiner oder alle. Text: Bertolt Brecht – 4. The Electric Cop. Text: Victor Hernandez Cruz (* 1949) – 5. The Distant Drum. Text: Calvin C. Hernton (1933–2001) – 6. 42 Schulkinder. Text: Erich Fried – 7. Caino. Text: Gino De Santis – 8. Il Pasi. Text: Mario Tobino (1910–1991) – 9. Heimkehr. Text: Heinrich Heine – 10. Grecia 1970. Text: Giuseppe Ungaretti – 11. Legende von der Entstehung des Buches Taoteking auf dem Weg des Laotse in die Emigration. Text: Bertolt Brecht – 12. Gedanken eines Revuemädchens während des Entkleidungsaktes. Text: Bertolt Brecht – 13. Das wirkliche Messer. Text: Hans Magnus Enzensberger – 14. Recht und billig. Text: Erich Fried – 15. Patria. Text: Miguel Barnet – 16. Screams (Interlude). Text: Walton Smith – 17. The Worker. Text: Richard W. Thomas – 18. Para aconsejar a una dama. Text: Heberto Padilla – 19. Roses and Revolutions. Text: Dudley Randall (1914–2000) – 20. Vermutung über Hessen. Text: F. C. Delius – 21. Schluss. Text: Michaelis Katsaros – 22. Das Blumenfest. Text: Hans Magnus Enzensberger
- Orpheus (1978). En historia i 6 scener (2 akter). Konsertversion för talare och orkester. Libretto: Edward Bond, till tyska av Hans-Ulrich Treichel. Uruppförd 4 mars 1983 Köln (Konzertsaal der Musikhochschule; Thomas Holtzmann; Kölner Rundfunk-Sinfonie-Orchester, Dirigent: Hans Werner Henze)
- El Rey de Harlem. Imaginäres Theater I (1979) för mezzosopran och liten ensemble. Text: Federico García Lorca. Uruppförd 20 april 1980 Witten (Wittener Tage für neue Kammermusik; Maureen McNally; Ensemble Hinz und Kunst, Dirigent: Spiros Argiris)

1. Con una cuchara – 2. Tenía la noche – 3. Es por el silencio sapientismo – 4. A la izquierda
- Drei Lieder über den Schnee (1989) för sopran, baryton och 8 instrument. Text: Hans-Ulrich Treichel. Uruppförd 8 september 1989 Frankfurt am Main (Alte Oper; Maria Husmann [Sopran], Kurt Widmer [Baryton]; Scharoun Ensemble, Dirigent: Gernot Schulz)

1. Schnee, den ich loben will – 2. Es ist ein Schnee gefallen – 3. Als die Erde verlassen war
- Paraphrasen über Dostojewski. In Worte gefaßt für Prinz Myshkin von Ingeborg Bachmann för talare och 11 instrument (1990). Libretto: Ingeborg Bachmann (1953). Uruppförd 12 januari 1991 London (Barbican Hall; Jonathan Moore [Talare], London Sinfonietta, Dirigent: Ingo Metzmacher)

1. Intrada – 2. Danse – 3. Petits jeux – 4. Pas de quatre – 5. Grand pas – 6. Air 1 – 7. Scène – 8. Interlude – 9. Pas de deux – 10. Air 2 – 11. Scène – 12. Ballade. Ritornell – 13. Ballet blanc – 14. Scène – 15. Interlude – 16. Variations – 17. Pantomime – 18. Finale. Bolero – 19. Apotheose
- Zwei Konzertarien för tenor och liten orkester (1991; till minne av Friedrich K. Wanek [1929–1991]). Text: Heinz von Cramer. Uruppförd 28 juli 1991 Montepulciano (16° Cantiere Internazionale d’Arte; Roberto Saccà; Jugendorchester des vereinten Berlin, Dirigent: Markus Stenz)

1. Kein Blick, kein Schatten – 2. Was für eine schöne Stimme
- Lieder und Tänze (1992/93) ur operetten La Cubana för mezzosopran och kammarensemble. Text: Hans Magnus Enzensberger. Uruppförd 12 september 1993 Zürich (Kleiner Tonhallesaal; Maria Husmann [Sopran], Collegium Novum Zürich)

1. Ouvertüre – 2. Tivoli-Couplet – 3. Canzona I – 4. Tango – 5. Polonaise – 6. Ragtime – 7. Canzona II – 8. Illusion
- Aristaeus (1997–2003). Dramma in musica per voce recitante (baritono) e orchestra (för talare [eller baryton] och orkester). Text: Hans Werner Henze. Uruppförd 1 februari 2004 Berlin (Konzerthaus; Martin Wuttke [Talare]; Rundfunk-Sinfonieorchester Berlin, Dirigent: Marek Janowski)

### för solostämma/ Chor a cappella
- Mad People’s Madrigal ur We Come to the River (1974–1976) för 12-stämmig blandad kör. Text: Edward Bond
- Orpheus behind the wire (Orpheus hinter dem Stacheldraht; 1981–1983) för 4- till 12-stämmig blandad kör. Text: Edward Bond, tysk version: Hans Werner Henze

1. Wie war die Hölle? (SSSAAATTTBBB) – 2. Der Sinn liegt hier (SSAA) – 3. Du der du die Zeit der Mörder überlebtest (SATBB) – 4. Nun ist alles anders (TTTBBB) – 5. Orpheus (SSAATTBB)
- An Sascha (1991) för sopran och alt. Text: ?
- Hirtenlieder ur operan Venus und Adonis (1993–1995) för 6 stämmor (S.Mez.A.T.Bar.B) solis eller kör. Text: Hans-Ulrich Treichel

1. Der Morgen steigt auf – 2. Ungestüm ist Adonis – 3. Der Wind, er spricht zum Laub – 4. Die Flüsse stehen still

### för kör och ensemble/orkester
- Fünf Madrigale (1947) för liten blandad kör (SATB) och 11 soloinstrument. Text: François Villon (ur Le Testament, Das große Testament [1461/62]), till tyska av Paul Zech. Uruppförd 25 april 1950 Frankfurt am Main (Frankfurter Singakademie; Instrumentalisten des Kölner Rundfunk-Sinfonie-Orchesters, Dirigent: Ljubomir Romansky)

1. Im Wald, da ruht – 2. Und ist kein Feld – 3. Als Kaiser Alexander – 4. Wer sterben muß – 5. Dein Bild im Angesicht
- Chor gefangener Trojer (1948; reviderad 1964). Symfonisk sats för blandad kör och stor orkester. Text: Johann Wolfgang von Goethe (ur "Faust. Der Tragödie zweiter Teil", 3 akt). Uruppförd 6 februari 1949 Bielefeld (Chor des Musikvereins Bielefeld, Orchester der Stadt Bielefeld, Dirigent: Hans Hoffmann)
- Wiegenlied der Mutter Gottes (1948) för en barnröst eller enstämmig gosskör och 9 soloinstrument: se under Vokalverk för solostämmor och ensemble / orkester
- Lieder von einer Insel (1964). Körfantasier för kammarkör, trombin, 2 violoncelli, kontrabas, portativ, slagverk och pukor. Text: Ingeborg Bachmann. Uruppförd 23 januari 1967 Selb (100. Rosenthal-Feier-Abend; RIAS-Kammerchor, Mitglieder der Berliner Philharmoniker, Dirigent: Hans Werner Henze)

1. Schattenfrüchte fallen von den Wänden – 2. Wenn du auferstehst – 3. Einmal muß das Fest ja kommen – 4. Wenn einer fortgeht – 5. Es ist Feuer unter der Erde
- Musen Siziliens (1966). Konsert för blandad kör (SATB), 2 pianon, blåsare och pukor. Text: Vergilius (Eklogen-Fragmente). Uruppförd 20 september 1966 Berlin (Sing-Akademie zu Berlin; Joseph Rollino, Paul Sheftel [pianon]; Mitglieder des Radio-Sinfonie-Orchesters Berlin, Dirigent: Mathieu Lange)

1. Pastorale („Quid, quae te pura solum sub nocte canentem“) – 2. Adagio („Alpinas a!“) – 3. Silenus („…simul incipit ipse“)
- Sinfonia N. 9 (1995–1997) för blandad kör och orkester. Text: Hans-Ulrich Treichel (efter motive från romanen Das siebte Kreuz av Anna Seghers). Uruppförd 11 september 1997 Berlin (Philharmonie; Berliner Philharmonisches Orchester, Rundfunkchor Berlin, Dirigent: Ingo Metzmacher)

1. Die Flucht – 2. Bei den Toten – 3. Bericht der Verfolger – 4. Die Platane – 5. Der Sturz – 6. Die Nacht im Dom – 7. Die Rettung
- Elogium musicum amatissimi amici nunc remoti (2008) för blandad kör (SATB) och orkester. Text: Franco Serpa (* 1931). Uruppförd 2 oktober 2008 Leipzig (Gewandhaus; Gewandhausorchester, MDR-Rundfunkchor, Dirigent: Riccardo Chailly)
- An den Wind (2011). Musikstycke till pingst för blandad kör (SATB) och instrument. Text: Christian Lehnert. Uruppförd 26 maj 2012 Leipzig (Thomaskirche; Thomanerchor, Mitglieder des Gewandhausorchesters, Ullrich Böhme [Orgel], Dirigent: Georg Christoph Biller)

Orkester: 3(+2Picc+AFl).EH.1[+BKlar].0 – 1.2.0.Wagnertuba – Slagverk.[2] – Harpa – Piano – Celesta – Stråkar: 0.0.0.1.1

### för solostämmor, kör och ensemble/orkester
- Szenen und Arien (1956) ur operan König Hirsch för sopran, tenor, blandad kör, gosskör (ad lib.) och stor orkester. Text: Heinz von Cramer
  - Vokalsinfonie (1995; i 5 satser) ur operan König Hirsch för sångarensemble och stor orkester. Text: Heinz von Cramer
- Aufstand (1960/61; gemensamt med Paul Dessau). Text: Jens Gerlach. Bidrag till samarbetet Jüdische Chronik (med Boris Blacher, Rudolf Wagner-Régeny, Karl Amadeus Hartmann) för alt, baryton, kammarkör, 2 talare och liten orkester. Uruppförd 14 januari 1966 Köln (WDR Sinfonieorchester, Dirigent: Christoph von Dohnányi)
- Novae de infinito laudes (1962). Kantat för 4 soli (SATB), blandad kör (SATB) och orkester. Text: Giordano Bruno. Uruppförd 24 april 1963 Venedig (Biennale di Venezia)

1. Corpi Celesti (Die Himmelskörper) – 2. I Quattro Elementi (Die vier Elemente) – 3. La Continua Mutazione (Der fortlaufende Umbruch) – 4. Il Piacere E'Nel Movimento (Die Freude liegt in der Bewegung) – 5. Il Sorgere del Sole (Der Sonnenaufgang) – 6. Il Sommo Bene (Das höchste Gut)
- Cantata della fiaba estrema (1963) för sopran, kammarkör (SATB) och 13 instrument. Text: Elsa Morante. Uruppförd 26 februari 1965 Zürich (Ingeborg Hallstein [Sopran]; Collegium Musicum Zürich, Singkreis Zürich, Dirigent: Paul Sacher)

### Bearbetningar
- Freiheitshymne av Mikis Theodorakis. Instrumentation (1967)
- Fünf Gedichte für eine Frauenstimme (= Wesendonck-Lieder, 1857/58) av Mathilde Wesendonck (Text) och Richard Wagner (Musik). Version för alt och kammarorkester (1976). Uruppförd 25 mars 1977 Köln (Westdeutscher Rundfunk; Ortrun Wenkel [Alt]; WDR Sinfonieorchester Köln, Dirigent: Hans Werner Henze)

1. Der Engel – 2. Stehe still – 3. Im Treibhaus – 4. Schmerzen – 5. Träume
- Don Chisciotte della Mancia (1976/78). Suite dal concerto (Konsertsvit) ur operan med samma namn av Giovanni Paisiello och Giovanni Battista Lorenzi för 2 sopraner, tenor (buffo), baryton, blåsorkester och kammarorkester

1. Sinfonia – 2. Battaglia con pastori – 3. Duetto – 4. Sinfonia, Aria di Sancio, Triste canzone, Menuetto – 5. Duetto, Quartetto – 6. Sinfonia
- Scener och arior ur Il ritorno di Ulisse in patria av Claudio Monteverdi och Giacomo Badoaro (Venedig 1641). Instrumentation (1981). Uruppförd 4 september 1988 London (BBC Promenade Concerts; Ann Murray [Sopran], Kathleen Kuhlmann [Mezzosopran], Fiona Kimm [Alt], Alejandro Ramirez [Tenor], Thomas Allen [Baryton]; BBC Symphony Orchestra, Dirigent: Hans Werner Henze)
- Richard Wagnersche Klavierlieder. Version för mezzosopran, baryton, kör och orkester (1998/99). Uruppförd 28 augusti 1999 Berlin (Konzerthaus; Stella Doufexis, Thomas Mohr; Rundfunkchor Berlin; Deutsches Symphonie-Orchester Berlin, Dirigent: Semjon Bytschkow)

Teil I: 1. Gruß seiner Treuen an Friedrich August den Geliebten bei seiner Rückkunft aus England den 9. August 1844 – 2. Der Knabe und der Tannenbaum
Teil II: Sieben Kompositionen zu Goethes „Faust“. 1. Lied der Soldaten – 2. Gretchen am Spinnrade – 3. Brandners Lied – 4. Lied des Mephistopheles – 6. Melodram – 7. Bauer unter der Linde
Teil III: Acht französische Lieder. 1. Berceuse. Text: anonym – 2. Extase. Text: Victor Hugo (aus Les Orientales) – 3. Attente. Text: Victor Hugo (aus Les Orientales) – 4. La tombe dit a la rose. Text: Victor Hugo (aus Les voix intérieures) – 5. Mignonne Text: Pierre de Ronsard – 6. Tout n’est qu’images fugitives [Soupir]. Text: Jean Reboul (1796–1864) – 7. Les deux grenadiers (Die beiden Grenadiere). Text: Heinrich Heine, französisch von François-Adolphe Loeve-Veimar – 8. Adieux de Marie Stuart. Text: Pierre-Jean de Béranger

## Scenverk

### Operor, musikteaterstycken
- Die Leier des Palamedes (1943; förlorad?). Opera. Libretto: Erich Jüngst († 1943)
- Das Wundertheater (1948). Opera för skådespelare. Libretto: efter intermezzot El retablo de las maravillas av Miguel de Cervantes, till tyska av Adolf Friedrich von Schack. Uruppförd 7 maj 1949 Heidelberg (Städtische Bühnen; Regi: Heinrich Köhler-Helffrich; Scenografi: Heinrich Nötzold; Dirigent: Carl Caelius)
  - Nyversion för sångare (1964; som del 1 av Triptychons: Das Wundertheater – Ein Landarzt – Das Ende einer Welt). Uruppförd 30 november 1965 Frankfurt am Main (Oper; Regi: Hans Neugebauer; Scenografi och kostym: Jacques Camurati; Dirigent: Wolfgang Rennert)
  - Reducerad version (1964) av Henning Brauel (för skådespelare och 5 musiker). Uruppförd 30 september 1965 Berlin (Schillertheater, Werkstattbühne)
- Ein Landarzt (1951; reviderad 1994). Raddioopera. Libretto: Hans Werner Henze (efter romanen med samma namn [1917/18] av Franz Kafka). Uruppförd 29 november 1951 Hamburg (Nordwestdeutscher Rundfunk; Regi: Otto Kurth; Orchester des Nordwestdeutschen Rundfunks, Dirigent: Harry Hermann Spitz). Uruppförd (scenisk bearbetning) 27 maj 1953 Köln. Uruppförd (reviderad version) 27 september 1996 Köln (Studio für Elektronische Musik des WDR; WDR Sinfonieorchester Köln, Dirigent: Markus Stenz)
  - Monodram för baryton och liten orkester (1964): se under Vokalverk för solostämmor och ensemble /orkester
  - Scenversion (1964): Opera i en akt. Uruppförd 30 november 1965 Frankfurt (Oper; Regi, scenografi och kostym: Hans Neugebauer; Dirigent: Wolfgang Rennert)
- Boulevard Solitude (1950/51; reviderad 1952 och 1974). Lyriskt drama i 7 bilder. Libretto: Grete Weil, Scenarium: Walter Jockisch (1907–1970) (efter romanen Manon Lescaut [1728] av Antoine-François Prévost). Uruppförd 17 februari 1952 Hannover (Opernhaus; Regi: Walter Jockisch; Koreografi: Otto Krüger; scenografi och kostym: Jean-Pierre Ponnelle; Dirigent: Johannes Schüler)
  - Ein kleines Potpourri (2000) ur Boulevard Solitude för flöjt, vibrafon, harpa och piano: se under Kammarmusik – kvartett för blandad besättning
- Das Ende einer Welt (1953; reviderad 1993). Radioopera. 2 aktet med prolog och epilog. Libretto: Wolfgang Hildesheimer. Uruppförd 4 december 1953 Hamburg (Nordwestdeutscher Rundfunk; Regi: Curt Reiss; Orchester des Nordwestdeutschen Rundfunks, Dirigent: Harry Hermann Spitz). Uruppförd (reviderad version) 27 september 1996 Köln (Studio für Elektronische Musik des WDR; WDR Sinfonieorchester, Dirigent: Markus Stenz)
  - Scenversion (1964): Opera buffa i en akt. Uruppförd 30 november 1965 Frankfurt (Oper; Dirigent: Wolfgang Rennert; Regi: Hans Neugebauer; scenografi och kostym: Jacques Camurati)
- König Hirsch (1953–1956). Opera i 3 akter. Libretto: Heinz von Cramer (efter sagospelet Il Re Cervo [1772] av Carlo Gozzi). Uruppförd (fragmentariskt) 23 september 1956 Berlin (Deutsche Oper; Regi: Leonard Steckel; Scenografi: Jean-Pierre Ponnelle; Dirigent: Hermann Scherchen). Uruppförd: 4 oktober 1957 RAI (Dirigent: Nino Sanzogno [1911–1983]; Kör: Ruggero Machini). Uruppförd (med ARD-överföring) 5 maj 1985 Stuttgart (Württembergische Staatsoper; Regi: Hans Hollmann; Scenorgrafi: Hans Hoffer; Kostym: Frida Parmeggiani; Dirigent: Dennis Russell Davies; Kör: Ulrich Eistert). Uruppförd (konsertant) duetten Was können wir tun: 11 maj 2006 München (Herkulessaal der Residenz; Mojca Erdmann [Sopran], Stuart Skelton [Tenor]; Symphonieorchester des Bayerischen Rundfunks, Dirigent: Peter Ruzicka)
  - Reducerad version (1962): Il Re Cervo oder Die Irrfahrten der Wahrheit. Opera i 3 akter. Uruppförd 10 mars 1963 Kassel (Staatstheater; Regi: Hans Hartleb; scenografi och kostym: Ekkehard Grübler (1928–2012); Dirigent: Hans Werner Henze)
  - 4. Sinfonie (1955; efter Skogsscenen i finalen till akt 2 av König Hirsch): se under Symfonier
  - Szenen und Arien (1956), Vokalsinfonie (1995): se under Vokalverk för solostämmor, kör och ensemble /orkester
- Der Prinz von Homburg (1958/59; reviderad 1991). Opera i 3 akter (9 bilder). Libretto: Ingeborg Bachmann (efter pjäsen Prinz Friedrich von Homburg av Heinrich von Kleist). Uruppförd 22 maj 1960 Hamburg (Staatsoper; Regi: Helmut Käutner; Scenografi och kostym: Alfred Siercke; Dirigent: Leopold Ludwig). Uruppförd (reviderad version) 24 juli 1992 München (Bayerische Staatsoper, Cuvilliés-Theater; Regi: Nikolaus Lehnhoff; Scenografi och kostym: Gottfried Pilz; Dirigent: Wolfgang Sawallisch)
- La Forza delle Circostanze ovvera Ella non riuscì a convincerlo (1959). Operaparodi i 5 akter
- Elegy for Young Lovers (Elegie für junge Liebende) (1959–1961; reviderad 1987). Opera i 3 akter. Libretto: Wystan Hugh Auden och Chester Kallman [1921–1975]. Tysk version: Ludwig Landgraf, Werner Schachteli och Hans Werner Henze. Uruppförd 20 maj 1961 Schwetzingen (Rokokotheater; Regi: Hans Werner Henze; Scenograf: Helmut Jürgens; Kostym: Sophie Schröck; Ensemble der Bayerischen Staatsoper; Dirigent: Heinrich Bender). Uruppförd (reviderad version) 28 oktober 1988 Venedig (Teatro La Fenice; Dirigent: Markus Stenz)
  - Drei Arien (1960; reviderad 1993): se under Vokalverk för solostämmor och ensemble/orkester

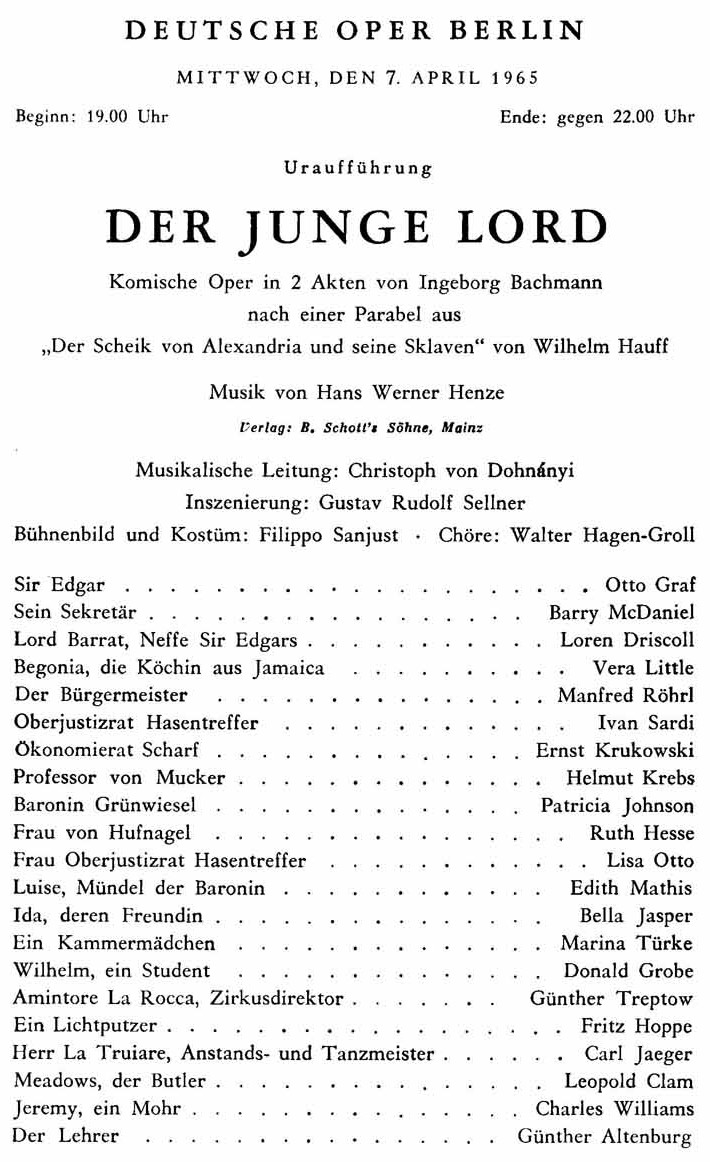
Der junge Lord (Henze) Deutsche Oper Berlin

- Der junge Lord (1964). Komisk opera in 2 akter. Libretto: Ingeborg Bachmann (efter fabeln Der Affe als Mensch [ur sagosamlingen Der Scheik von Alessandria und seine Sklaven] av Wilhelm Hauff). Uruppförd 7 april 1965 Berlin (Deutsche Oper; Regi: Gustav Rudolf Sellner; Scenografi och kostym: Filippo Sanjust; Dirigent: Christoph von Dohnányi)
  - Zwischenspiele (1964) ur operan Der junge Lord för orkester: se under Övrig ensemble-/orkesterverk
  - Divertimenti (1964) ur Der junge Lord för 2 pianon: se under Kammarmusik – Duos för klaverinstrument
- The Bassarids (Die Bassariden) (1964/65). Opera seria i en akt med intermezzo. Libretto: Wystan Hugh Auden och Chester Kallman (efter dramat Backanterna av Euripides). Tysk version: Helmut Reinold och Maria Bosse-Sporleder. Uruppförd 6 augusti 1966 Salzburg (Großes Festspielhaus; Regi: Gustav Rudolf Sellner; Scenografi och kostym: Filippo Sanjust; Dirigent: Christoph von Dohnányi)
  - Nyversion (1992): Musikdrama i en akt (utan intermezzo)
  - The Judgement of Calliope (Das Urteil der Kalliope) (1964/1991). Ett satyrspel (= ur Bassariden). Uruppförd 29 oktober 1997 Gießen (Stadttheater; Regi: Guy Montavon; Ausstattung: Mark Väisänen; Dirigent: Michael Hofstetter)
    - Reducerad verson för sångstämmor, mandolin och cembalo av Henning Brauel (1974)

  - Mänadentanz (1965), Adagio, Fuge und Mänadentanz (2004): se under Övrig ensemble-/orkesterverk
- Moralities (Morality plays; Moralitäten) (1967). Tre sceniska kantater (Spel) för solistet, talare, blandad kör (SATB) och liten orkester. Libretto: Wystan Hugh Auden (efter fabeln av Aisopos). Tysk versiob: Maria Bosse-Sporleder. Uruppförd 18 maj 1968 Cincinnati (May Festival; Kör och solister från College Conservatory of Music, Combined High School Chorus and Children’s Choir, Cincinnati Symphony Orchestra, Dirigent: Max Rudolf)
  - Liten version (1970). Uruppförd 1 april 1970 Saarbrücken (Kongresshalle; Wilhelm Pitsch [Talare], Charlotte Lehmann-Huber [Sopran], Ingrid Stolz [Alt], Georgios Chatsilias [Tenor], Siegmund Nimsgern [Bas]; Chor der staatlichen Hochschule für Musik, Saarbrücken; Hans und Kurt Schmitt [Pianon], Franz Zöller [Cembalo]; Dirigent: Herbert Simolzi)

1. In the first age the frogs dwelt at peace (In Urzeiten lebten friedlich die Frösche am Teich) – 2. When first had no second, before time was (Ehe Zeit war, zu Anfang des Beginns) – 3. A ship put to sea (Ein Schiff stach in See)
- Das Floß der Medusa (1968; in memoriam Ernesto Che Guevara; Slutet reviderat 1990). Oratorium för sopran, baryton, talare, 16-stämmig blandad kör, 9 gossröster och orkester. Libretto: Ernst Schnabel. Uruppförd 9 december 1968 Hamburg (NDR; Edda Moser [Sopran], Dietrich Fischer-Dieskau [Baryton], Charles Regnier [Talare]; kör und Sinfonieorchester des NDR, Dirigent: Hans Werner Henze). Uruppförd (konsertant) 29 januari 1971 Wien (Edda Moser [Sopran], William Pearson [Baryton], Helmut Janatsch [Talare]; Kör och Symphonieorchester des ORF, Dirigent: Miltiades Caridis). Uruppförd (sceniskt) 15 april 1972 Nürnberg (Städtische Bühnen; Regi: Wolfgang Weber; Dirigent: Hans Gierster)

Del 1: Die Einschiffung zum Untergang – Del 2: Die neunte Nacht und der Morgen
- Der langwierige Weg in die Wohnung der Natascha Ungeheuer (1970/71). Show med 17. Libretto: Gaston Salvatore. Uruppförd 17 maj 1971 Rom (Teatro Olimpico / RAI; William Pearson [Baryton], Stomu Yamashta [Slagverk]; Giuseppe Agostini [Hammondorgel]; The Fires of London; Philip Jones Brass Ensemble; Gunther Hampel Free Jazz Group; Dirigent: Hans Werner Henze)

1. Planimetrie – 2. Belästigungsversuche – 3. Die verschleierten Boten – 4. Der lustlose Aufpasser – 5. Einleitung in die schwierige Bourgeoisie – 6. Rückkehrversuche in die Bourgeoisie – 7. (ohne Titel) – 8. Deutsches Lied – 9. Vermessungsurkunde – 10. Sprachübung (Galgenlied) – 11. Metaphentes
- Fragmente aus einer Show (1971): se under Kammarmusik – Bleckblåsarkvintett

- La Cubana oder Ein Leben für die Kunst (1972/73; reviderad 1996). TV-opera (Vaudeville) i 5 bilder. Libretto: Hans Magnus Enzensberger (efter motiv från romanen Canción de Rachel av Miguel Barnet). Ursänd 4 mars 1974 New York (Channel 13; WNET Opera Theatre New York; Regi: Kirk Browning; Ausstattung: Rouben Ter-Arutunian; Dirigent: Hans Werner Henze). Uruppförd 28 maj 1975 München (Staatstheater am Gärtnerplatz; Regi: Imo Moszkowicz; Scenografi och kostym: Jürgen Henze; Dirigent: Peter Falk; Kör: Wilfried Koch)
  - Nyversion: La piccola Cubana (1990/91/96), för kammarteater och starkt förenklad besättning; av Jobst Liebrecht för Kammerensemble (2019/20).
  - Lieder und Tänze (1992/93) ur operetten La Cubana för mezzosopran och kammarensemble: se under Vokalverk för solostämmor och ensemble/orkester
- Streik bei Mannesmann (1973). Scenisk kantat. Libretto: Erika Runge. Musik: Dietrich Boeckle, Hans Werner Henze (Künstlerische Leitung), Niels Frederic Hoffmann, Thomas Jahn, Luca Lombardi och Wilfried Steinbrenner. Uruppförd 1973 Berlin
- We Come to the River (Wir erreichen den Fluß) (1974–1976). Actions for Music. Libretto: Edward Bond. Uruppförd 12 juni 1976 London (Royal Opera House Covent Garden; Regi: Hans Werner Henze; Scenografi och kostym: Jürgen Henze; Dirigent: David Atherton)
  - Mad People’s Madrigal ur We Come to the River för 12-stämmig blandad kör: se under Vokalverk för solostämmor/ Chor a cappella
- Der heiße Ofen (1975). Komisk opera. 5 aktet och 3 mellanakter. Text: Friedrich Hitzer, Klaus Konjetzky, Wolfgang Florey, Niels Frederic Hoffmann, Thomas Jahn och Dieter Süverkrüp (efter scenverket Michel und Rosi av Friedrich Hitzer och Klaus Konjetzky). Musik: Richard Blackfort, Henning Brauel, Peter Maxwell Davies, Michael Denhoff, Hans Werner Henze, Niels Frederic Hoffmann, Thomas Jahn, Geoffrey King und Francis Pinto. UA 18. März 1989 Kassel
- Pollicino (1979/80). Favola per musica. Libretto: Giuseppe Di Leva (efter sagan av Carlo Collodi, Bröderna Grimm och Charles Perrault). Uruppförd 2 augusti 1980 Montepulciano (5. Cantiere Internazionale d’Arte; Kinder und Erwachsene aus Montepulciano und Umgebung; Regi: Willy Decker; Scenografi: Peter Nagel; Kostym: Marion Gerretz; Concentus Politianus, Dirigent: Jan Latham-Koenig)
  - Spielmusiken ur Pollicino (1979/80) för amatörorkester: se under Övrig ensemble-/orkesterverk
  - Sonatina (1979) ur Pollicino för violin och piano: se under Kammarmusik – Duos för stråk- och klaverinstrument
  - Sechs Stücke für junge Pianisten (1980) ur Pollicino: se under Kammarmusik – soli för klaverinstrument
  - Drei Märchenbilder ur Pollicino för gitarr (1980) / för 2 gitarrer (1997): se under Kammarmusik – soli/ duos för knäppinstrument
- The English Cat (Die englische Katze) (1980–1983; reviderad 1990). A Story for Singers and Instrumentalists. 2 akter (7 bilder). Libretto: Edward Bond (efter Peines de cœur d’une chatte anglaise av Honoré de Balzac). Tysk version: Ken Bartlett. Uruppförd 2 juni 1983 Schwetzinger Festspiele (Regi: Hans Werner Henze; Scenografi och kostym: Jakob Niedermeier; Ensemble der Württembergischen Staatsoper Stuttgart, Dirigent: Dennis Russel Davies)
  - Minette (1992) för cittra: se under Kammarmusik – soli för knäppinstrument
  - Minette (1998) för 2 gitarrer: se under Kammarmusik – duos för knäppinstrument
  - Nocturnal Serenade ur Die Englische Katze. Bearbetning för sopran och piano (1996) av Martin Zehn: se under Vokalverk för solostämma och 1 instrument
- Ödipus der Tyrann oder Der Vater vertreibt seinen Sohn und schickt die Tochter in die Küche (1983). Ett spel för 4 skådespelare, tenor och 4 instrumentalister. Libretto: Hubert Hollmüller. Samarbete med Hans-Jürgen von Bose, S. Holt och David Lang (* 1957). Uruppförd 30 oktober 1983 Kindberg
  - Neue Volkslieder und Hirtengesänge (1996) för fagott, gitarr och stråktrio: se under Kammarmusik – kvintett för blandad besättning
- Das verratene Meer (1986–1989; reviderad 1992). Musikdrama i 2 akter. Libretto: Hans-Ulrich Treichel (efter romanen Gogo No Eiko [Sjömannen som föll i onåd hos havet] av Yukio Mishima). Uruppförd 5 maj 1990 Berlin (Deutsche Oper; Regi: Götz Friedrich; Scenografi: Hans Hoffer; Kostym: Jan Skalicky; Dirigent: Markus Stenz)
  - Nyversion: Gogo No Eiko (2003; reviderad 2005). Uruppförd 15 oktober 2003 Tokyo (Suntory Hall; Mari Midorikawa, Tsuyoshi Mihara, Jun Takahashi, Yoshikazu Mera; Yomiuri Nippon Symphony Orchestra, Dirigent: Gerd Albrecht). Uruppförd (reviderad version) 26 augusti 2006 Salzburg (Festspiele; Orchestra Sinfonica Nazionale della RAI, Dirigent: Gerd Albrecht)
  - La mano sinistra. Piece for Leon (1987; för Leon Fleisher; över motiv från Das verratene Meer) för piano (vänster hand): se under Kammarmusik – soli för klaverinstrument
- Venus und Adonis (1993–1995). Opera i en akt för sångare och dansare. Libretto: Hans-Ulrich Treichel. Uruppförd 11 januari 1997 München (Bayerische Staatsoper)
- L'Upupa und der Triumph der Sohnesliebe (2000–2003). Ett tyskt lustspel i 2 akter (11 bilder). Libretto: Hans Werner Henze (efter en afrikansk saga). Uruppförd 12 augusti 2003 Salzburg (Kleines Festspielhaus; med Laura Aikin [Badi’at], John Mark Ainsley [Dämon], Alfred Muff [Al Radschi], Hanna Schwarz [Malik], Günter Missenhardt [Dijab], Matthias Goerne [Al Kasim], Axel Köhler [Adschib], Anton Scharinger [Gharib]; Regi: Dieter Dorn; Ausstattung: Jürgen Rose; Wienerfilharmonikerna, Konzertvereinigung Wiener Staatsopernchor, Dirigent: Markus Stenz)
- Phaedra. Konsertopera i 2 delar (9 bilder). Libretto: Christian Lehnert. Uruppförd 6 september 2007 Berlin (Staatsoper; Regi: Peter Mussbach; Scenografi: Ólafur Elíasson; Kostym: Bernd Skodzig; Ljus: Olaf Freese; Dramaturgi: Jens Schroth; Ensemble Modern, Dirigent: Michael Boder)
- Opfergang (2009). Cantata (Dramatische Sinfonie, Konzertoper) för sångare, instrumentalister och konsertpiano. Text (1919): Franz Werfel. Uruppförd (med titeln Immolazione) 10 januari 2010 Rom (Auditorium Parco della Musica; John Tomlinson [Fremder], Ian Bostridge [Hündchen], ?? [Baryton], Männerchor und Orchester der Accademia Nazionale di Santa Cecilia, Dirigent und Pianist: Antonio Pappano). Tyskt uppförande 16 december 2010 Bochum (Auditorium maximum der Ruhr-Universität; Gerd Grochowski [Fremder], Peter Hoare [Hündchen], Pjotr Prochera [Baryton], Egidius Kwartet: Jon Extabe Arzuga, Robert Coupe, Hans Wijers, Donald Bentvelsen [Gesang], Bochumer Symphoniker, Dirigent: Steven Sloane)

Orkester: 2(+2Picc+AFl).2(+EH).Heckelphon.2(+SSax+BKlar).2(+KFg) – 2(+Wagnertuba).2.2.0 – Pukor – Slagverk(4) – Harpa – Celesta – Piano – Stråkar
- Gisela! oder: Die merk- und denkwürdigen Wege des Glücks (2010). Musikteaterstycke för sångare, mimare, liten blandad kör och instrument. Libretto: Christian Lehnert, Michael Kerstan. Uruppförd 25 september 2010 Gladbeck (Maschinenhalle Zeche Zweckel; Ruhr.2010; Hanna Herfurtner [Gisela Geldmaier], Fausto Reinhart [Gennaro Esposito], Michael Dahmen [Hanspeter Schluckebier], Studierende der Folkwang Universität [Studiengänge Schauspiel und Tanz]; Regi: Pierre Audi; Scenografi och kostym: Christof Hetzer; Ljus: Jean Kalman; Koreografi: Jill Emerson, Gail Skrela; Video: Martin Eidenberger; Dramaturgi: Klaus Bertisch; Studio musikFabrik, Jugendensemble des Landesmusikrats NRW, Jugend-Kammerchor der Chorakademie Dortmund, Dirigent: Steven Sloane). Uruppförd (reviderad version) 20 november 2010 Dresden (Semperoper; Nadja Mchantaf [Gisela Geldmeier], Markus Butter [Hanspeter Schluckebier], Giorgio Berrugi [Gennaro Esposito], Gala El Hadidi [Eine Touristin], Birgit Fandrey [Eine andere Touristin], Ilhun Jung [Antonio Scarlatti, Gastwirt / Ein Tourist], Gerald Hupach [Ein anderer Tourist], Peter Lobert [Der deutsche Generalkonsul], Andreas Waschneck, Ronny Philipp, Mario Weigel [Artisten]; Regie: Elisabeth Stöppler; Bühnenbild: Rebecca Ringst; Kostüme: Frank Lichtenberg; Licht: Fabio Antoci; Video: Andreas Etter; Dramaturgie: Stefan Ulrich; Sächsische Staatskapelle Dresden [Leitung Bühnenmusik: Wieland Heinze], Sächsischer Staatsopernchor Dresden [Einstudierung: Pablo Assante], Dirigent: Erik Nielsen)

Orkester: 2(+Picc+AFl).3(+EH+Heckelphon).2(+BKlar).2(+KFg) – 2.Wagnertuba.2.2.1 – Pukor – Slagverk(4) – Harpa – Celesta – Piano(+Orgel) – Stråkar: 6.5.4.4.1

### Baletter
- Ballett-Variationen. Balett utan handling (1949; reviderad 1992). Uruppförd (konsertant) 28 september 1949 Düsseldorf (Schumann-Saal; Sinfonieorchester des Nordwestdeutschen Rundfunks Köln, Dirigent: Ljubomir Romansky). Uruppförd (sceniskt) 21 december 1958 Wuppertal (Wuppertaler Bühnen; Dirigent: Christian Vöchting; Koreografi: Erich Walter och Heinrich Wendel; Kostym: Günter Kappel)
  - Nyversion (1998). Uruppförd (konsertant) 15 november 1998 Berlin (Großer Sendesaal des SFB; Rundfunk-Sinfonieorchester Berlin, Dirigent: Giuseppe Mega)

1. Allegro con brio – 2. Allegretto con grazia – 3. Vivace – 4. Allegramente – 5. Valse lente – 6. Finale. Allegro maestoso
- Jack Pudding (1949). Balett i 3 delar. Uruppförd 30 december 1950 Wiesbaden (Hessisches Staatstheater; Koreografi: Edgar von Pelchrzim [1904–1990]; Scenografi: Jean-Pierre Ponnelle; Dirigent: Hans Werner Henze)
  - Nyversion (1995): Le disperazioni del Signor Pulcinella (Die Verzweiflung des Herrn Pulcinella). Comedia di balletto con canto (=Tanzstunden. Eine Trilogie [1996], del 1). Libretto: Sergio Sivori (efter Molière). Uruppförd 25 maj 1997 Schwetzingen (Festspiele; Koreografi: Dieter Heitkamp; Ballett der Staatsoper Unter den Linden; Radio-Sinfonieorchester Stuttgart, Dirigent: Sebastian Weigle)
    - Pulcinella disperato. Fantasia (1992) för piano: se under Kammarmusik – soli för klaverinstrument
    - Pulcinellas Erzählungen (1996) för kammarorkester: se under Övrig ensemble-/orkesterverk
- Rosa Silber. Balett utan handling (1950). Uruppförd (konsertant) 8 maj 1951 Berlin (Titania Palast; RIAS-Sonderkonzert, Dirigent: Ferenc Fricsay). Uruppförd (sceniskt) 15 oktober 1958 Köln (Städtische Bühnen; Koreografi: Lisa Kretschmar; Scenografi: Walter Gondolf; Kostym: Ottowerner Meyer; Dirigent: Siegfried Köhler)
  - Nybearbetning (1990): Das Vokaltuch der Kammersängerin Rosa Silber. Exercise mit Strawinsky über ein Bild von Paul Klee. Uruppförd 14 januari 1991 London (Barbican Hall; Parnassus Ensemble, Dirigent: Hans Werner Henze)

1. Introduction – 2. Pas d’action – 3. Deux variations – 4. Intermède – 5. Pas de deux – 6. Conclusion
- Le Tombeau d’Orphée (1950). Balett
- Labyrinth (1951). Koreografisk fantasi. Uruppförd (konsertant) 29 maj 1952 (Solisten des Hessischen Rundfunks, Dirigent: Hans Werner Henze)
  - Nyversion (1996): Labyrinth. Balett i en akt (= Tanzstunden. Eine Trilogie [1996], del 3). Libretto: Mark Baldwin. Uruppförd 25 maj 1997 Schwetzingen (Festspiele; Koreografi: Mark Baldwin; Ballett der Staatsoper Unter den Linden; Radio-Sinfonieorchester Stuttgart, Dirigent: Sebastian Weigle)
- Pas d’action (1952). Balett
  - Nyversion (1964): Tancredi. Balett i 2 bilder. Libretto: Peter Csobàdi. Uruppförd 18 maj 1966 Wien (Staatsoper; Koreografi: Rudolf Nurejev; Scenografi och kostym: Barry Kay; Dirigent: Ernst Märzendorfer)
  - Suite Tancredi (1952): se under Övrig ensemble-/orkesterverk
- Der Idiot (1952). Mimodrama. Ide: Tatjana Gsovsky. Uruppförd 1 september 1952 Berlin (Hebbel-Theater; Koreografi: Tatjana Gsovsky; Scenografi: Jean-Pierre Ponnelle; Dirigent: Rudolf Alberth; med Klaus Kinski)
  - Nyversion (1953). Libretto: Ingeborg Bachmann (Monologe Myschkins, 1953; efter romanen Idioten av Fjodor Dostojevskij). Uruppförd 8 januari 1960 Berlin (Deutsche Oper; Koreografi: Tatjana Gsovsky). Uruppförd (reviderad version) 29 mars 1996 Basel (Regi: Andreas Rochholl; Ausstattung: Andreas Tschui; Dirigent: Joachim Krause)
  - Reviderad nyversion (1990): Paraphrasen über Dostojewski. In Worte gefaßt für Prinz Myshkin von Ingeborg Bachmann för talare och 11 instrument: se under Vokalverk för solostämmor och ensemble/orkester
  - Tanz- und Salonmusik (1952/1989) ur Mimodrama Der Idiot: se under Övrig ensemble-/orkesterverk
- Maratona (Maratona di danza; 1956). Dansdrama i en bild. Libretto: Luchino Visconti. Uruppförd 24 september 1957 Berlin (Städtische Oper; Regi: Luchino Visconti; Koreografi: Dick Sanders; Scenografi: Renzo Vespignani [1924–2001]; Dirigent: Richard Kraus)
  - Balettsvit Maratona (1956) för två jazzband och orkester: se under Övrig ensemble-/orkesterverk
- Undine (Ondine). Balett i 3 akter (1956/57). Libretto: Frederick Ashton (efter Friedrich de la Motte Fouqué). Uruppförd 27 oktober 1958 London (Royal Opera House Covent Garden; Margot Fonteyn [Undine]; Royal Ballet, Koreografi: Frederick Ashton; Scenografi: Lila De Nobili; Dirigent: Hans Werner Henze)
  - Jeux de Tritons (1956/57; utökad 1967) för piano och orkester, Hochzeitsmusik (1957) för symfonisk blåsarensemble, Trois Pas de Tritons (1958) för orkester, Undine. Erste und Zweite Suite (1958) för orkester: se under Övrig ensemble-/orkesterverk
- L'usignolo dell'imperatore (Des Kaisers Nachtigall; 1959; reviderad 1970). Balett-Pantomim. Libretto: Giulio Di Majo (efter sagan av Hans Christian Andersen). Uruppförd (sceniskt) 16 september 1959 Venedig (Biennale di Venezia, Teatro La Fenice; Regi: Franco Enriquez; Scenografi: Attilio Colonnello; Fiorella Coba [Tänzerin]; Schauspieler des Piccolo Teatro Mailand; Dirigent: Ettore Gracis). Uruppförd (konsertant) 26 september 1959 Berlin (Aurèle Nicolet [Flöjt]; Solisten der Berliner Philharmoniker, Dirigent: Hans Werner Henze)
  - Reducerad version (1970) av Henning Brauel (för flöjt, celesta, piano och slagverk)
- Orpheus (1978). En historia i 6 scener (2 akter). Libretto: Edward Bond. Uruppförd 17 mars 1979 Stuttgart (Württembergische Staatsoper; Koreografi: William Forsythe; Scenografi: Axel Manthey [1945–1995]; Kostym: Joachim Herzog; Dirigent: Woldemar Nelsson [1938–2006])
  - Nyversion (1986; för mindre orkesterbesättning). Uruppförd 20 juni 1986 Wien (Staatsoper; Regi och koreografi: Ruth Berghaus; Scenografi: Hans Dieter Schaal; Kostym: Marie-Luise Strandt; Dirigent: Ulf Schirmer)
  - Konsertversion (1978) för talare och orkester: se under Vokalverk för solostämmor och ensemble/orkester
  - Apollo trionfante (1979), Arien des Orpheus (1979), Dramatische Szenen ur Orpheus (1979): se under Övrig ensemble-/orkesterverk
  - Toccata senza Fuga (1979) ur Orpheus för orgel, Euridice (1986) för cembalo: se under Kammarmusik – soli för klaverinstrument
- Le fils de l’air (Der Sohn der Luft) eller: L'enfant changé en jeune homme (1995/96). Balett (= Tanzstunden. Eine Trilogie [1996], del 2). Libretto: Jean Cocteau (1962). Uruppförd 25 maj 1997 Schwetzingen (Festspiele; Koreografi: Alain Marty; Balett från Staatsoper Unter den Linden; Radio-Sinfonieorchester Stuttgart, Dirigent: Sebastian Weigle)

Prélude – La Dame – Le Garçon – Les forains – Le cerceau – Grande Sarabande Bohémienne – Pas d’action – La dame nerveuse – Reprise de la danse – Scène et danse des doubles – Variation – L’enfant disparu – Vague resemblance – Le jeune acrobate – Böhmische Quinten. Leçons de danse – Pas d’action – Meditation – Scène – Epilogue
- Leçons de danse (1995/96) för 2 pianon (eller piano och harpa) och slagverk: se under Kammarmusik – trios för blandad besättning
- Erlkönig (1996) för orkester, Zigeunerweisen und Sarabanden (1996/98) ur Le fils de l’air för orkester: se under Övrig ensemble-/orkesterverk

### Bearbetningar
- Die schlafende Prinzessin. Balett. Förspel och 4 bilder. Libretto: Hans Zehden. Musik efter Pjotr Tjajkovskij, för liten orkester (1951)
- Jephte. Oratorium av Giacomo Carissimi (~1650). Instrumenterad av Hans Werner Henze (1976). Uruppförd 14 juli 1976 London (Festival of the City of London; Jane Manning [Sopran], Sarah Walker [Alt], Philip Langridge [Tenor], Stephen Roberts [Bas]; Collegium Musicum of London, Dirigent: Hans Werner Henze, Körledare: Laszlo Heltay)
- Don Chisciotte (Don Quichotte). Opera comica (Komische Oper; 1769) av Giovanni Battista Lorenzi (Libretto) och Giovanni Paisiello (Musik). Nybearbetning av Giuseppe Di Leva (Libretto), Hans Werner Henze och Henning Brauel (Musik). Uruppförd 1 augusti 1976 Montepulciano (1° Cantiere Internazionale d’Arte)
- Il ritorno d'Ulisse in patria. Opera av Giacomo Badoaro (Libretto) och Claudio Monteverdi (Musik) (Venedig 1641). Fri rekonstruktion av Hans Werner Henze (1981). Uruppförd 11 augusti 1985 Salzburg (Festspelen i Salzburg, Felsenreitschule; Dirigent: Jeffrey Tate)
  - Scener och arior ur Il ritorno di Ulisse in patria: se under Vokalmusik – bearbetningar
- Der Mann, der vom Tode auferstand. Libretto: Erich Bormann (1929/30), Musik: Skisser av Karl Amadeus Hartmann, utvalt och instrumenterat av Hans Werner Henze (1988). Uruppförd 29 maj 1988 München (1. Münchener Biennale; Regi: Ian Strasfogel; Dirigent: Georg Schmöhe)
- Fürwahr…?!. Libretto: Erich Bormann (1929/30), Musik: Skisser av Karl Amadeus Hartmann,utvalt och instrumenterat av Hans Werner Henze (1988). Uruppförd 29 maj 1988 München (1. Münchener Biennale; Regi: Ian Strasfogel; Dirigent: Georg Schmöhe)
- Il Re Teodoro in Venezia. Dramatisk hjältekomedi i 2 akter av Giovanni Battista Casti och Giovanni Paisiello (Musik; Wien 1784). Ny orkestrering och nya recitativ av Hans Werner Henze; Medarbetare: David Graham (1991/92). Scenbearbetning: Lorenzo Mariani. Uruppförd 16 juli 1992 Montepulciano (Cantiere Internazionale d’Arte; Regi: Lorenzo Mariani; Scenografi och kostym: Pasquale Grossi; Dirigent: Giuseppe Mega)

### Musik för skådespel, radioteater och film

#### Skådespelsmusik
- till Mycket väsen för ingenting av William Shakespeare (1949). Förlorad förutom Serenade för violoncell: se under Kammarmusik – soli för stråkinstrument
- till Die Gefangenen av Max Kommerell (1950), för stråkar
- till Der tolle Tag av Pierre de Beaumarchais (1951)
- till Judith av Jean Giraudoux (1952)
- till Sodom und Gomorrha av Jean Giraudoux (1952)
- till Caprices (Les Caprices de Marianne) av Alfred de Musset, Bearbetning: Pierre Ponnelle (1962)
- till Der Frieden av Aristofanes, till tyska av Peter Hacks (1964). Uruppförd 1964(?) (Regi: Jean-Pierre Ponnelle)
- till The Woman (Scenes of war and freedom; 1974–1977) av Edward Bond (1978). Uruppförd 10 augusti 1978 London (Royal National Theatre; Regi: Edward Bond)

#### Radioteatermusik
- till Die Zikaden (1954) av Ingeborg Bachmann. Sänd första gången 25 mars 1955 Hamburg (Nordwestdeutscher Rundfunk; Regi: Gert Westphal; med Ludwig Cremer [Erzähler], Will Quadflieg [Robinson], Paul Hoffmann [Der Gefangene], Charles Brauer [Antonio], Gerd Niemitz [Benedikt], Irmgard Först [Mrs. Helen Brown], Hans Paetsch [Mr. Charles Brown], Heinz Klevenow [Salvatore], Stefan Viktor Goertz [Prinz Ali], Ilse Bally [Jeanette], Tonio von der Meden [Stefano], Gisela Zoch, Inge Schmidt, Hans Kirchner, Heinrich Ockel)
- till Der sechste Gesang av Ernst Schnabel (1956)[2]

#### Filmmusik
- till Muriel, ou le Temps d’un retour (Muriel oder Die Zeit der Wiederkehr, Frankrike 1963; Regi: Alain Resnais, Manus: Jean Cayrol)
- till Der junge Törless (Västtyskland/Frankrike 1965/66; Regi: Volker Schlöndorff; manus: Herbert Asmodi och Volker Schlöndorff, efter romanen Die Verwirrungen des Zöglings Törleß [1906] av Robert Musil)
- till Der Paukenspieler, 2 Episod: Ein unheimlicher Moment (Kortfilm, Västtyskland 1967; Regi och manus: Volker Schlöndorff och Herbert Rimbach (* 1936))
- till Die verlorene Ehre der Katharina Blum (Västtyskland 1975; Regi: Volker Schlöndorff och Margarethe von Trotta; Manus: Heinrich Böll, Volker Schlöndorff och Margarethe von Trotta, efter boken med samma namn [1974] av Heinrich Böll)
  - Konsertsvit Katharina Blum (1975): se under Konsert och övrig ensemble- och orkesterverk
- till Abelard (Västtyskland 1975/76; Regi och manus: Franz Seitz junior; Musik: Hans Werner Henze och Rolf Alexander Wilhelm)
- till Greed (USA 1924) av Erich von Stroheim (1976; Pianoimprovisation; förlorad)
- till Taugenichts (Västtyskland 1977/78; Regi: Bernhard Sinkel; Manus: Alf Brustellin och Bernhard Sinkel)
- till Concierto barroco (Montezuma, Västtyskland 1982; Regi: José Montes-Baquer)

Triplo concerto barocco (2003) för kammarorkester: se under Konsert och övrig ensemble- och orkesterverk
- till Nínguem duas vezes (Nach Lissabon, Portugal/Västtyskland/Frankrike 1984; Regi: Jorge Silva Melo; manus: Jorge Silva Melo, Luíza Neto Jorge [1939–1989], Miguel Lobo Antunes och João Canijo), för viola, gitarr och orgel
- till L’amour à mort (Liebe bis in den Tod, Frankrike 1984; Regi: Alain Resnais, Manus: Jean Gruault)
  - Konsertversion Sonate für sechs Spieler (1984): se under Kammarmusik – sextett för blandad besättning
- till Eine Liebe von Swann (Västtyskland 1984; med David Graham, Gerd Kühr och Marcel Wengler (* 1946); Regi och manus: Volker Schlöndorff, efter ett kapitel i del 1 [1913] av romanen På spaning efter den tid som flytt. 1, Swanns värld av Marcel Proust)
- till Architecture at the Crossboard (Titelmusik till en TV-serie av Peter Adam, 1985), för celesta, vibrafon, marimba, slagverk, harpa och piano
- till Comrades (Storbritannien 1986; Regie och manus: Bill Douglas [1934–1991]; Musik: David Graham och Hans Werner Henze), för slagverk och stråkar

#### Filmer, i vilka musik av Henze citeras
- Ein Spiel mit Kristallen (Kort-dokumentärfilm, Västtyskland 1967; Regi: Werner Lütje)
- The Exorcist (USA 1973; Regi: William Friedkin; Manus: William Peter Blatty; Musik av Jack Nitzsche, Mike Oldfield, David Borden (* 1938), George Crumb, Hans Werner Henze, Krzysztof Penderecki, Anton Webern, Steve Boeddeker)